# Liste von Denkmälern für den Februaraufstand 1934

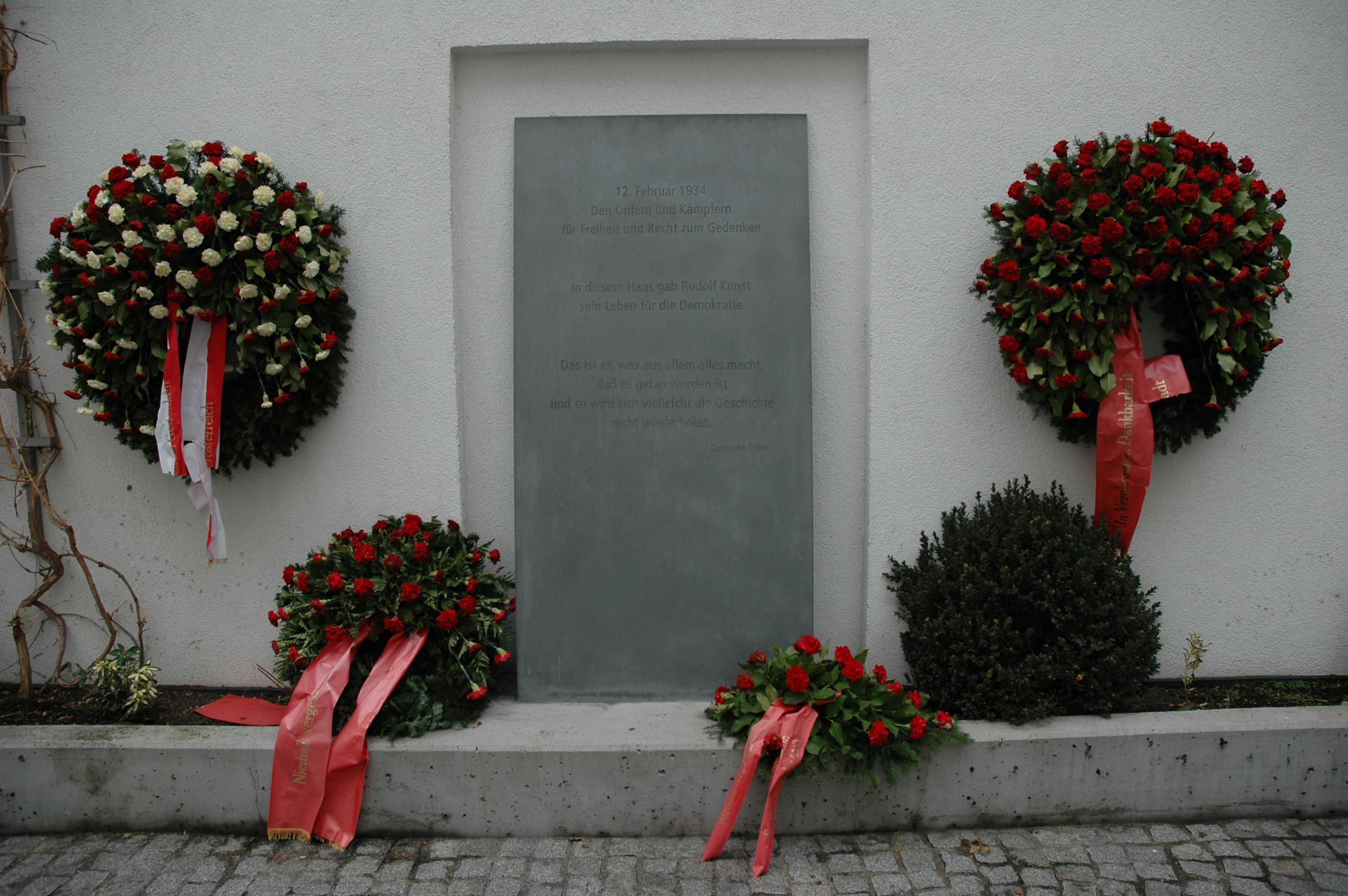
Gedenktafel im Innenhof des ehemaligen Hotels Schiff in Linz, wo der Aufstand seinen Ausgang nahm

Diese Liste von Denkmälern für den Februaraufstand 1934 enthält Denkmäler (Gedenktafeln, Mahnmale, Grabstätten, aber auch weitere Erinnerungszeichen wie Straßenbenennungen), die mit dem Februaraufstand 1934 in Österreich in Verbindung stehen.

## Kontext
Der Februaraufstand war ein bürgerkriegsähnlicher Konflikt zwischen der Sozialdemokratischen Arbeiterpartei (SDAP) bzw. ihrem bewaffneten Arm, dem Republikanischen Schutzbund, einerseits und der oft mit dem Begriff „austrofaschistisch“ bezeichneten, seit der Selbstausschaltung des Parlaments 1933 diktatorisch agierenden Bundesregierung Dollfuß II und ihren staatlichen Organen (Polizei, Gendarmerie, Bundesheer) sowie paramilitärischen Einheiten aus Heimwehr und Freiwilligem Schutzkorps andererseits. Der Aufstand brach am 12. Februar 1934 los und beschränkte sich im Wesentlichen auf Wien und einige bedeutende Industriestandorte mit entsprechend großer, organisierter Arbeiterschaft. Er war schlecht koordiniert und wurde innerhalb weniger Tage niedergeschlagen. Neun Teilnehmer wurden nach Standgerichtsprozessen hingerichtet, und die Sozialdemokratische Partei wurde verboten. Zweieinhalb Monate später formte Bundeskanzler Engelbert Dollfuß mit der Maiverfassung das bis dahin zumindest de jure noch parlamentarische Regierungssystem der Ersten Republik in den sogenannten Ständestaat um. Die in dieser Verfassung angedachte politische Organisation des „christlichen, deutschen Bundesstaates auf ständischer Grundlage“ kam jedoch nie voll zum Tragen, de facto regierten Dollfuß und sein Nachfolger Kurt Schuschnigg auf Basis sogenannter „Übergangsgesetze“, die die Staatsgewalt auf die Regierung konzentrierten, bis zum Anschluss Österreichs diktatorisch.
Über die genauen Opferzahlen – insbesondere unter den Aufständischen, aber auch auf Seite der Zivilbevölkerung – herrschte lange Unklarheit. Ein Projekt am Ludwig-Boltzmann-Institut für Historische Sozialwissenschaft in Wien kam 2014 zu dem Ergebnis, dass bei den Kämpfen zwischen 350 und 360 Personen umkamen. Die relative Mehrheit davon (38 %) waren unbeteiligte Zivilisten, die restlichen 62 % verteilen sich zu quasi gleichen Teilen auf die beiden Kampfparteien. Andere Schätzungen liegen teilweise weit darüber, auch die genaue Zahl der Verletzten ist schwer zu ermitteln. Verwundete Aufständische hielten sich versteckt, gleichzeitig kam es auf Polizeistationen zu schweren Misshandlungen an Gefangenen.
Die Erinnerungskultur rund um die Ereignisse des Februar 1934 war und ist stark von den jeweiligen politischen Umständen geprägt. Der Ständestaat gedachte bis zum Anschluss Österreichs 1938 „seiner“ Opfer, wohingegen das Gedenken an gefallene Kämpfer der unterlegenen Seite als Akt des Widerstands gelten konnte. Im Dritten Reich wurden Denkmäler des Ständestaates häufig aktiv entfernt oder sie fielen Kriegszerstörungen zum Opfer und wurden nach 1945 nicht wiedererrichtet. Erst in der Zweiten Republik konnten offiziell Denkmäler für gefallene Aufständische errichtet werden, die nun – unter dem Eindruck des Zweiten Weltkrieges und auch des Stalinismus – häufig als „Kämpfer für ein freies Österreich“, „Kämpfer gegen den Faschismus“ oder „Kämpfer für Demokratie“ bezeichnet wurden, wenngleich diese Zuschreibungen 1934 nicht immer alle zutreffend gewesen sein mögen.
Treibende Kraft hinter diesen jüngeren Denkmälern sind häufig sozialdemokratische (Partei)-Organisationen, bis in jüngste Zeit besonders der „Bund Sozialdemokratischer FreiheitskämpferInnen, Opfer des Faschismus und aktiver AntifaschistInnen“. Das Gedenken an die Ereignisse des Februar 1934 wirkt für die SPÖ bis heute identitätsstiftend. Nach den Worten des Historikers Gerhard Jagschitz waren die Ereignisse 1934 „eben immer die Rute im Fenster der Roten gegen die Schwarzen“ – die 1945 gegründete ÖVP ist über Umwege politische Erbin von Dollfuß' Christlichsozialer Partei. Eine gemeinsame Aufarbeitung der Ereignisse blieb aus, stattdessen wurden die Erfahrungen des blutigen Konfliktes zwischen den beiden großen politischen Lagern nach 1945 in eine wichtige ideologische Stütze für die Proporzdemokratie und die Bildung Großer Koalitionen in Österreich uminterpretiert. Gerade um des großkoalitionären, sogenannten „Burgfriedens“ willen wurde der Februaraufstand noch Jahrzehnte nach dem Zweiten Weltkrieg nicht thematisiert, sodass bereits 1984 laut einer Umfrage 85 Prozent der unter 29-Jährigen kein Wissen über die Ereignisse des Jahres 1934 hatten. Bis heute sind gemeinsame Gedenkveranstaltungen der beiden Parteien die absolute Ausnahme. Ein symbolischer Handschlag von Bundeskanzler Alfons Gorbach (ÖVP) und Vizekanzler Bruno Pittermann (SPÖ) am Mahnmal für die Opfer für ein freies Österreich galt 1964 als Sensation und sollte sich in ähnlicher Form erst 2014 zwischen Bundeskanzler Werner Faymann (SPÖ) und Vizekanzler Michael Spindelegger (ÖVP) wiederholen.

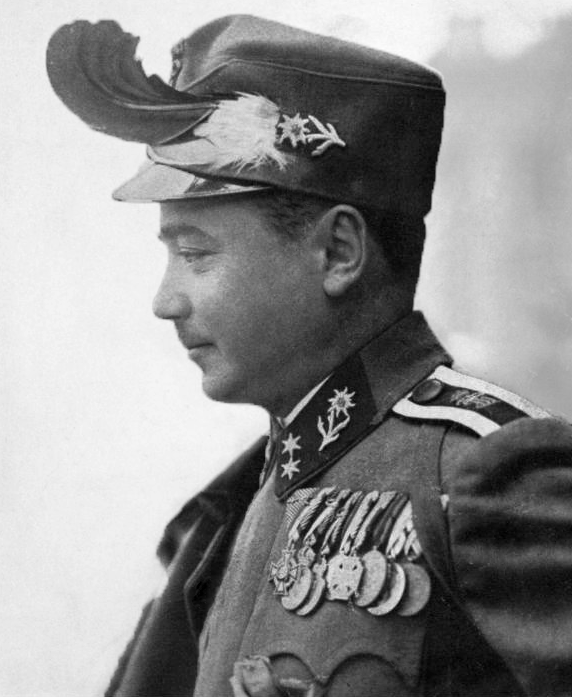
Bundeskanzler Engelbert Dollfuß in Kaiserschützenuniform
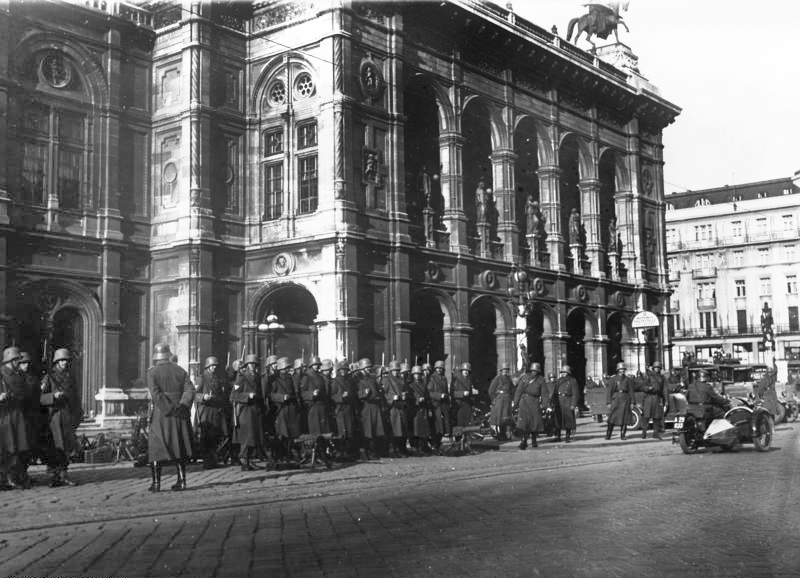
Soldaten des Bundesheeres vor der Wiener Staatsoper während des Februaraufstandes
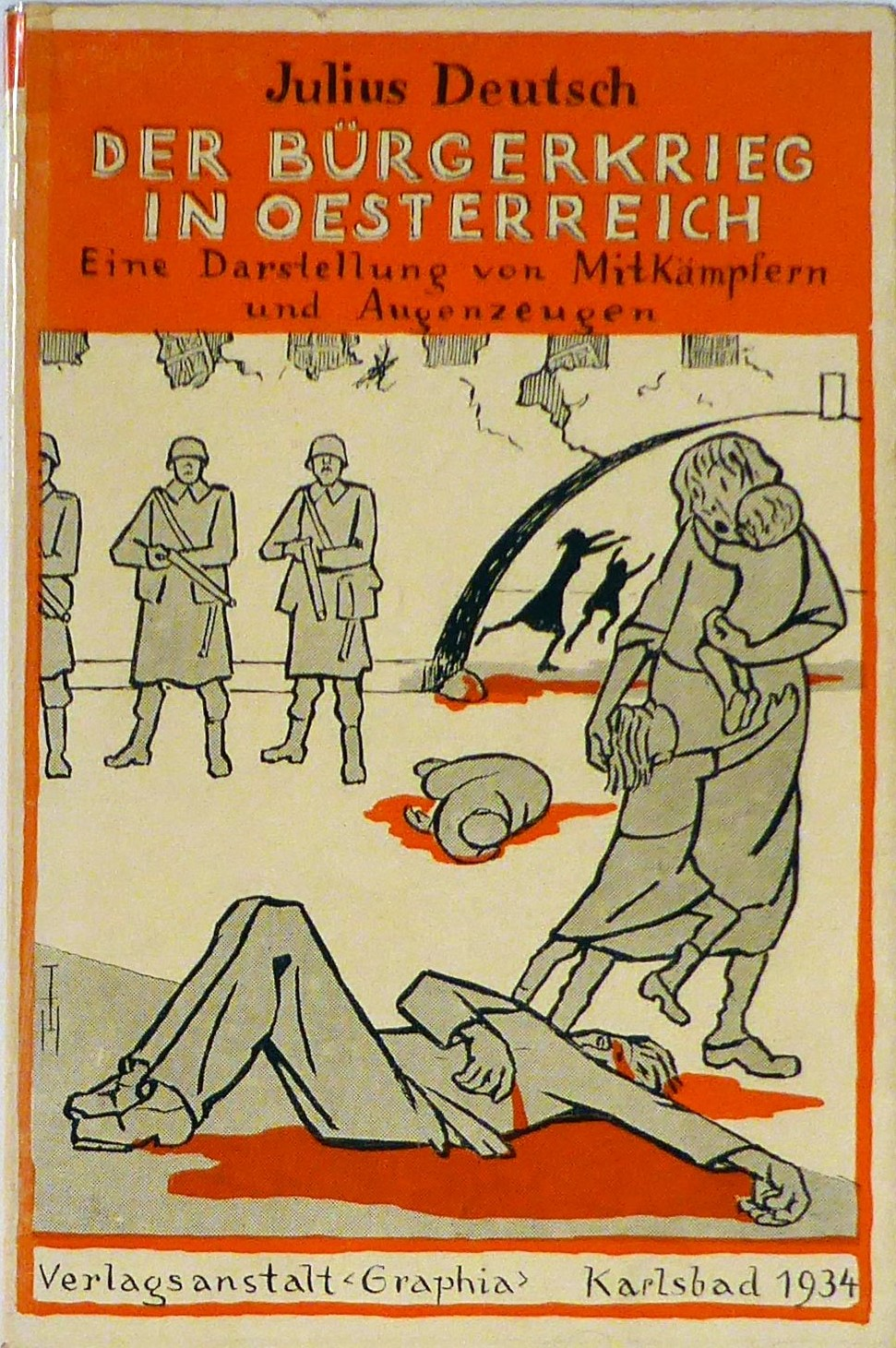
„Der Bürgerkrieg in Oesterreich“, Publikation von Julius Deutsch, Gründer des Schutzbundes
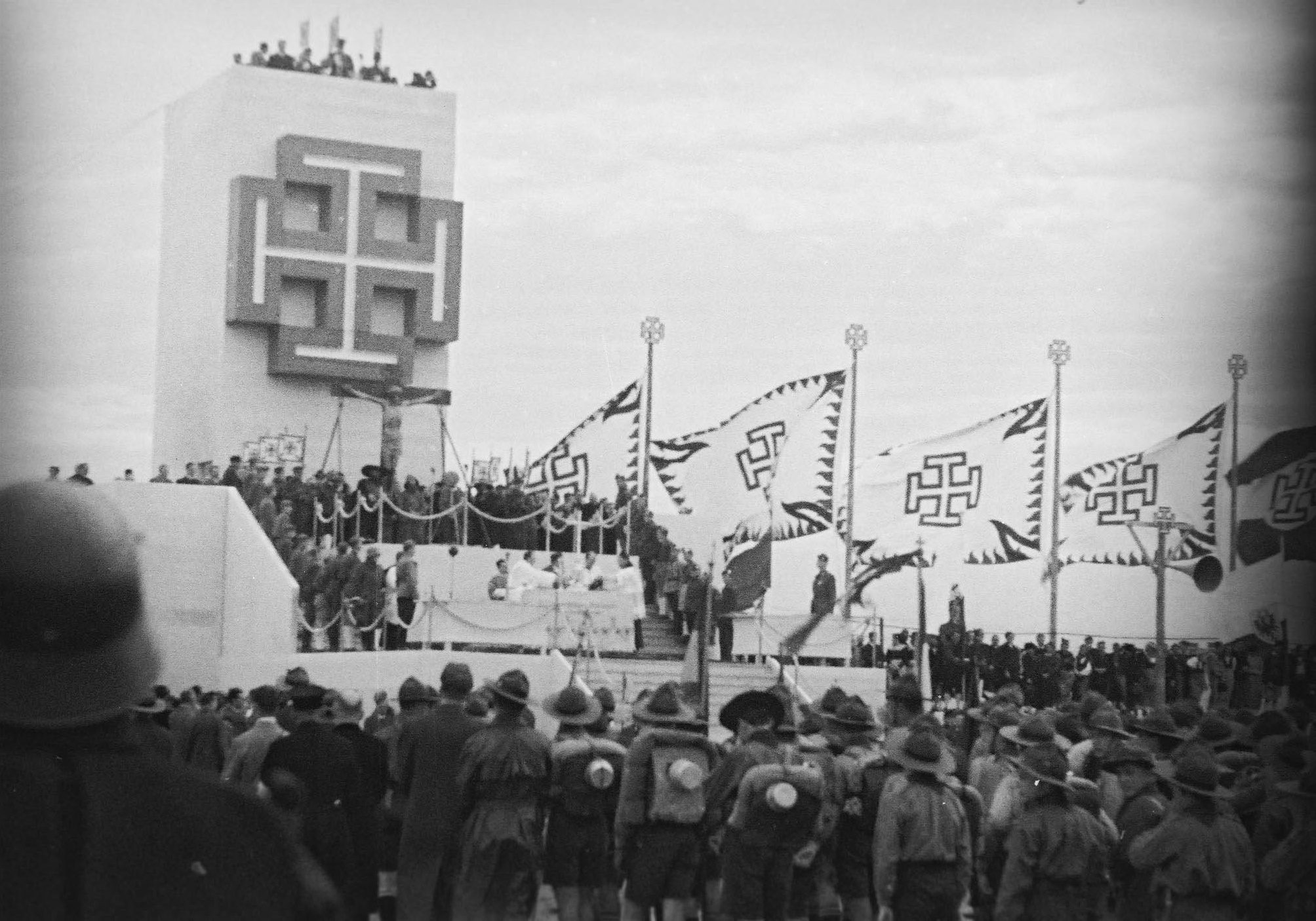
Die Sieger des Konflikts; „Frontappell“ der Vaterländischen Front 1936
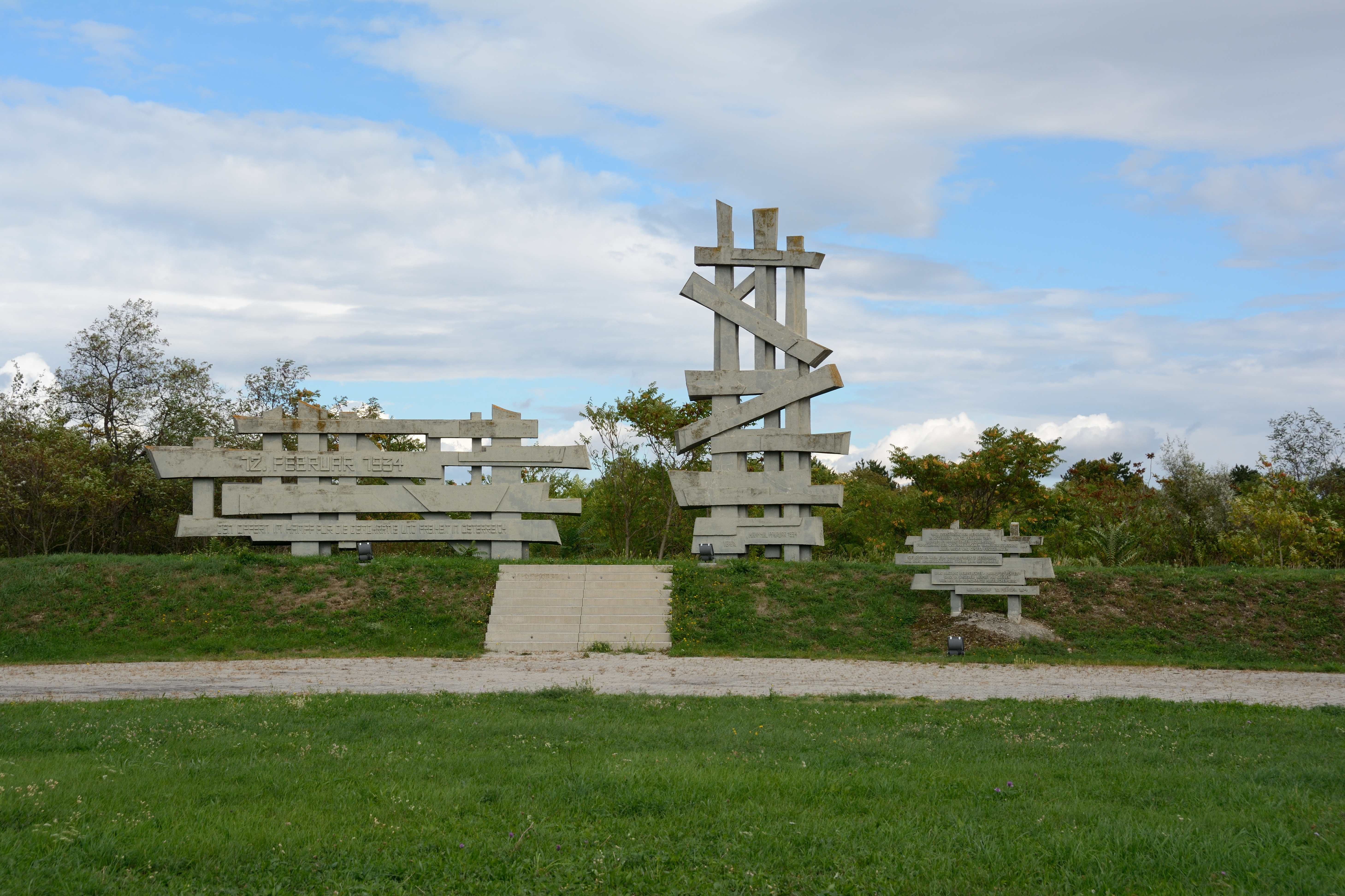
Mahnmal am Ort des Anhaltelagers Wöllersdorf, wo hunderte unterlegene Aufständische interniert wurden
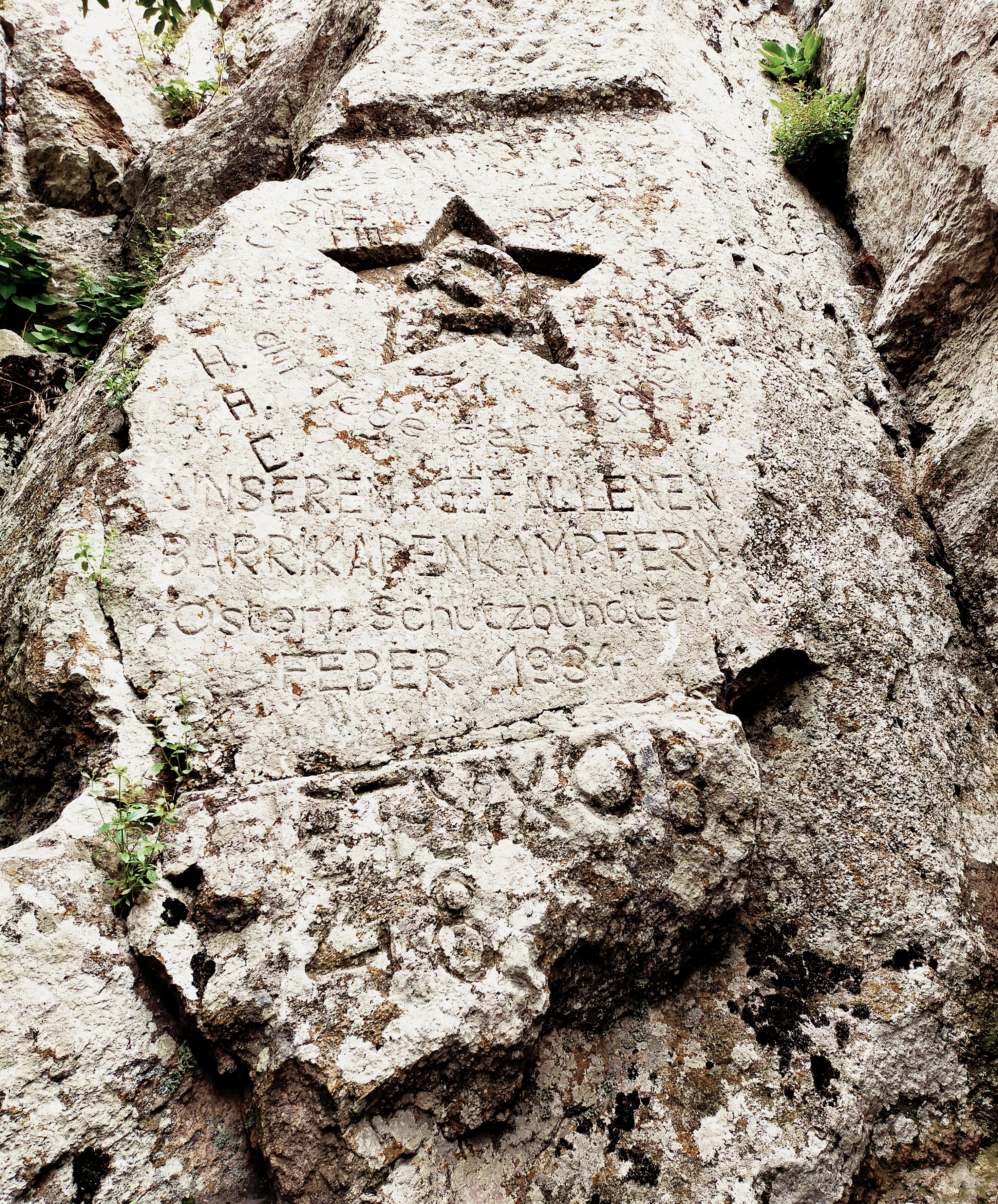
Rezeption weit außerhalb Österreichs: Inschrift am Berg Schelesnaja (russisch Железная) Region Stawropol, Nordkaukasus
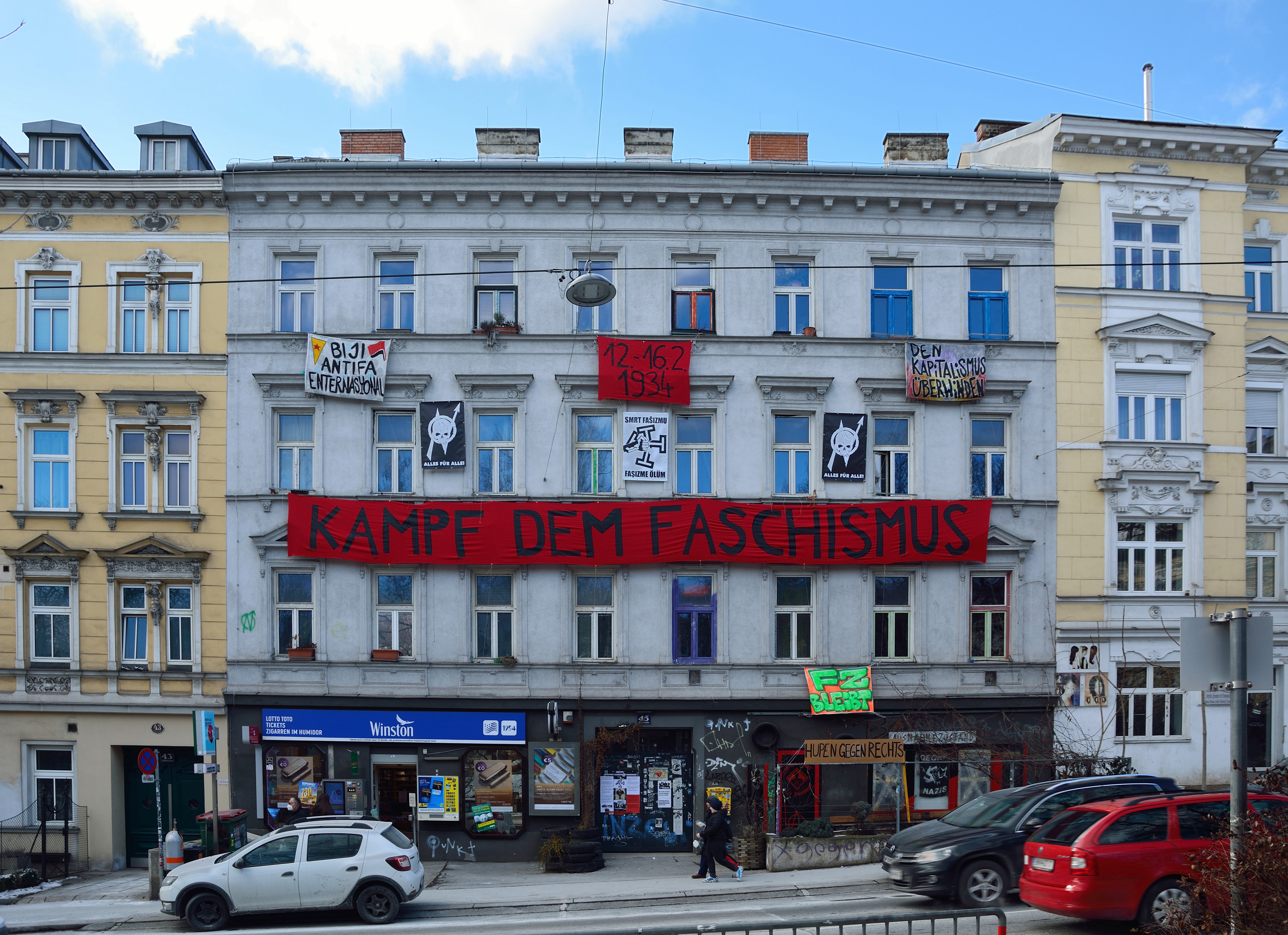
Rezeption in der Gegenwart: Erinnerung an die Februarkämpfe an einem besetzten Haus in Wien 2021

## Liste
Die Liste basiert auf den Ergebnissen des genannten Forschungsprojekts am Ludwig-Boltzmann-Institut. Im Rahmen des Projektes wurde eine möglichst vollständige namentliche Erfassung aller Opfer versucht und dabei auch eine Übersicht möglichst aller bekannten Gedenktafeln, Denkmäler etc. mit Bezug zu den Februarkämpfen erstellt. Diese erhebt keinen Anspruch auf Vollständigkeit, sie wurde jedoch vom Historiker Kurt Bauer noch über das Projektende 2014 hinaus erweitert. Hier wiedergegeben wird der aktuell letzte Stand 2021 mit wenigen weiteren Ergänzungen.
Alle nicht einzeln durch Fußnoten belegten Angaben stammen aus der genannten Liste von Kurt Bauer (Download siehe unter „Weblinks“). Oft wird der Opfer des Februaraufstands in einem größeren Kontext (z. B. „Widerstand gegen den Faschismus 1934 bis 1945“) gedacht. In solchen Fällen wird der Widmungstext in der Tabelle zur besseren Lesbarkeit nur auszugsweise wiedergegeben, insbesondere werden aus Listen von Personen nur jene genannt, die mit dem Februaraufstand in Verbindung stehen. Um der Lesbarkeit im Tabellenformat den Vorzug zu geben, wird das ursprüngliche Layout der Inschriften (das in der Regel den Bildern entnommen werden kann) nur in Ansätzen berücksichtigt und ggf. um Interpunktion ergänzt.

### Burgenland
kein Denkmal aufgelistet

### Kärnten
kein Denkmal aufgelistet

### Niederösterreich
| Gemeinde (Wiener / Grazer Bezirk) und Örtlichkeit                         | Beschreibung und Kontext | Widmender                                                                                  | Widmungsträger bzw. Widmungstext | Jahr der Errichtung und ggf. Zerstörung                  | Bild |
| ------------------------------------------------------------------------- | --- | ------------------------------------------------------------------------------------------ | --- | -------------------------------------------------------- | ---- |
| Sierndorf Friedhof der Katastralgemeinde Höbersdorf                       | Auf dem Friedhof befindet sich das Grab des Gefreiten des Bundesheeres Leopold Lenz mit einer Ehreninschrift, die von den Ereignissen 1934 berichtet. |                                                                                            | „Dem ehrenden Gedenken an Gefreiten Leopold Lenz der 1. Kompagnie des n.ö. Inft.Regt. G.d. I. Carl Vaugoin Nr 5 (früher Nr 34) gest. 14. Feb. 1934 an den Folgen der am Vortage in Floridsdorf erlittenen schweren Verwundung.“ | 1934                                                     |      |
| Krems an der Donau Koloman-Wallisch-Straße und Gedenkstein                | In Krems-Lerchenfeld ist eine Straße nach Koloman Wallisch benannt. 2004 wurde dort ein Gedenkstein errichtet, an dem jährlich Gedenkveranstaltungen abgehalten werden. | SPÖ Krems                                                                                  | „Kolomann Wallisch 1889 – 2004 Sozialdemokratischer Arbeiterkämpfer Hingerichtet Feb. 1934 Zum Gedenken SPÖ Krems 2004“ | 2004 (Errichtung des Gedenksteins)                       |      |
| Mödling Leopold-Müller-Hof, Ferdinand-Buchberger-Gasse 22                 | An der Wohnanlage, die nach einem 1925 von Rechtsextremen ermordeten Gemeinderat benannt ist, kam es 1934 zu Kämpfen, bei denen drei Aufständische ums Leben kamen. | SPÖ Mödling, Bund Sozialistischer Freiheitskämpfer                                         | „Im Februar 1934 kämpften hier Mödlinger Sozialdemokraten um die Erhaltung von Freiheit und Demokratie in Österreich. Ihr Leben gaben Edwin Bernard, Josef Hejtmann, Karl Rohata. Niemals vergessen. SPÖ Mödling, Soz. Freiheitskämpfer. Im Februar 1984“ | 1984                                                     |      |
| Mödling Friedhof Mödling, Guntramsdorfer Straße 28                        | Auf dem Friedhof Mödling gibt es ein im Mai 1952 enthülltes Mahnmal für die Opfer des Faschismus. Hier finden jährlich Gedenkfeiern der SPÖ-Freiheitskämpfer statt. | „Sozialistische Partei Österreichs, Bund Sozialistischer Freiheitskämpfer, Bezirk Mödling“ | „Den unvergesslichen Opfern des Faschismus: Edwin Bernard, Anton Bruck, Eduard Göth, Josef Hejtmann, Leopold Müller, Franz Rehmann, Karl Rohata, Johann Rührl, Ferdinand Tschürtz. Sozialistische Partei Österreichs, Bund sozialistischer Freiheitskämpfer, Bezirk Mödling“. | 1952                                                     |      |
| Mödling Sogenanntes Schöffel-Haus, Mannagettagasse 23                     | Am ehemaligen Heim der Österreichischen Kinderfreunde (heute Seniorentreff der Stadtgemeinde Mödling) befinden sich zwei Gedenktafeln für Opfer des „grünen“ und des „braunen“ Faschismus. Der Begriff „grüner Faschismus“ bezieht sich auf die grüne Kleidung der Heimwehr.                                                               |                                                                                            | „Opfer des grünen Faschismus: Karl Rohata, 13. 2. 1934; Edwin Bernard, 14. 2. 1934; Josef Hejtmann, 14. 2. 1934“ |                                                          |      |
| Mödling Payergasse 30                                                     | Gedenktafel für drei bei den Februarkämpfen ums Leben gekommene Aufständische. |                                                                                            | „Zum Gedenken an den Abwehrkampf der sozialdemokratischen Arbeiter von Mödling gegen den Austrofaschismus am 13. und 14. Februar 1934. Hier fielen drei Opfer: Edwin Bernard, Josef Hejtmann, Karl Rohata“. | 1985                                                     |      |
| St. Pölten Sogenanntes „Blaues Haus“, Herzogenburgerstraße 32             | Das Gebäude war ein Sammelpunkt der Sozialdemokraten und war daher während der Februarkämpfe Hauptziel der Heimwehrangriffe. 2014 wurde eine Tafel zur Geschichte des Hauses enthüllt. | Stadtgemeinde St. Pölten                                                                   | „Das sogenannte ‚blaue Haus‘ galt als ‚rote Burg St. Pöltens‘ und war daher das Hauptziel der Heimwehrangriffe in den Februartagen 1934. Den damaligen Bewohnern und all jenen sozialdemokratischen Frauen und Männern, die unter Einsatz ihres Lebens für die Wiedererrichtung der Demokratie kämpften, wollen wir ein ehrendes Angedenken erweisen. Stadtgemeinde St. Pölten, Februar 2014.“ | 2014                                                     |      |
| St. Pölten Hauptfriedhof St. Pölten, Goldegger Straße                     | 1974 stiftete die Stadtgemeinde St. Pölten einen Grabstein für die beiden in St. Pölten zu Tode verurteilten und am 16. Februar 1934 hingerichteten Schutzbündler. Johann Hois heißt korrekt „Hoys“. | Stadtgemeinde St. Pölten                                                                   | „Viktor Rauchenberger, Johann Hois. 16. Februar 1934 Sie gaben als Sozialisten ihr Leben für Freiheit und Demokratie“. | 1974                                                     |      |
| Schwechat Ala-Nova-Platz, Ecke Wiener Straße/Dreherstraße                 | Gedenktafel für einen Brauereimitarbeiter und Schutzbündler, der während der Februarkämpfe ungefähr an dieser Stelle erschossen wurde. Sein Familienname lautete tatsächlich „Spirik“. | Stadtgemeinde Schwechat                                                                    | „Hier wurde am 12. 2. 1934 der Brauereiarbeiter Rudolf Spirek erschossen. Er starb für die Freiheit unserer Republik. Sein Tod bleibt unvergessen!“ | 1976 (nach anderen Angaben bereits in den 1960er-Jahren) |      |
| Schwechat Wiener Straße 50                                                | Gedenktafel der KPÖ für einen Brauereimitarbeiter und Schutzbündler. | KPÖ                                                                                        | „An dieser Stelle ist in den Kämpfen des 12. Februar 1934 der Schutzbündler Rudolf Spirik gefallen. Ehre seinem Andenken!“ |                                                          |      |
| Schwechat Spirikgasse                                                     | Neben zwei Gedenktafeln erinnert in Schwechat auch eine Straße an Rudolf Spirik. |                                                                                            | [Verkehrsfläche] |                                                          |      |
| Stockerau Garten des Belvedereschlössls, Belvederegasse 3                 | Im Garten des Schlösschens befindet sich ein Mahnmal gegen den Faschismus, an dem die SPÖ jährliche Gedenkfeiern abhält. Das Mahnmal wurde von dem Salzburger Künstler Walter Meierhofer gestaltet. |                                                                                            | „Februar 1934, März 1938 - Wurzeln eines jahrelangen Risses quer durch die Bevölkerung - Ursprünge vieler Wunden, die wir heilen und nie wieder aufreissen lassen wollen!“ | 1988                                                     |      |
| Strasshof an der Nordbahn Doktor-Lueger-Platz                             | Das Denkmal ehrt einen Gendarmeriebeamten, der von flüchtenden Aufständischen aus Floridsdorf erschossen wurde, die am Weg in die Tschechoslowakei waren. Das Denkmal dürfte ursprünglich am Ort des Geschehens (Klosterviertel nahe Strasshof) errichtet und zu einem unbekannten Zeitpunkt in die Nähe des Bahnhofs verlegt worden sein. |                                                                                            | „Rayonsinspektor Wenzel Schuster, gefallen am 14. Februar 1934 in treuer Pflichterfüllung. Für Volk und Land hat er sein Leben in Pflicht und Treue hingegeben. Dies sei für jeden der hier steht und wer’s auch sei, vorübergeht, ein Fingerzeig Zur Einigkeit. Zu reichen sich die Bruderhand in unserem schönen Vaterland“. | 1934                                                     |      |
| Ternitz Straße des 12. Februar mit Gedenkstein                            | Im Zuge des Februaraufstandes 1934 kam es im Bereich des Kinderfreunde-Heims zu bewaffneten Auseinandersetzungen zwischen Schutzbündlern und Exekutive. An der inzwischen nach dem Beginndatum des Aufstands benannten Straße befindet sich ein Gedenkstein.                                                                               |                                                                                            | „12. Februar 1934“. | 1955                                                     |      |
| Wöllersdorf-Steinabrückl Gelände des ehemaligen Anhaltelagers Wöllersdorf | In dem sogenannten Anhaltelager wurden politische Häftlinge durch den Ständestaat interniert. Kurz nach dem Anschluss wurde das Lager von den Nationalsozialisten demonstrativ niedergebrannt. 1974 wurde auf dem Gelände ein großes, von Alfred Kirchner gestaltetes Denkmal mit zwei separaten Inschriften eingeweiht.                   |                                                                                            | Inschrift 1: „12. Februar 1934. Den Opfern für die Demokratie und Freiheit in Österreich“. Inschrift 2: „Nach Zerstörung der Demokratie in Österreich am 12. Februar 1934 wurden im Anhaltelager Wöllersdorf Funktionäre der österreichischen Arbeiterbewegung wider Recht und Gesetz festgehalten. Sie büßten hier für ihre aufrechte Gesinnung und ihre unverbrüchliche Treue zur Demokratie. Ihre Haltung verpflichtet, darauf zu achten, dass in unserer Heimat nie wieder vom Weg der Demokratie abgewichen wird. Wöllersdorf 12. Februar 1974“ | 1974                                                     |      |

### Oberösterreich
| Gemeinde (Wiener / Grazer Bezirk) und Örtlichkeit                      | Beschreibung und Kontext | Widmender | Widmungsträger bzw. Widmungstext | Jahr der Errichtung und ggf. Zerstörung                                                          | Bild |
| ---------------------------------------------------------------------- | --- | --- | --- | ------------------------------------------------------------------------------------------------ | ---- |
| Ampflwang Gemeindeamt Hausruckstraße 12                                | Die Tafel befand sich ursprünglich an dem ehemaligen Arbeiterwohnheim des Kohlereviers in Holzleithen. Dieses wurde am 13. Februar vom Bundesheer gestürmt, mehrere Gefangene wurden auf der Bühne im Veranstaltungssaal exekutiert (das Todesdatum „12. Februar“ ist also falsch). Infolge des Verkaufs des Gebäudes wurde die Tafel 2018 neu aufgestellt. | | „Wir starben für Freiheit und Recht am 12. Februar 1934 Karl Groiss, Josef Schmied, Karl Fellinger, Josef Skrabal, Josef Zeilinger, Franz Holzinger, Johann Lobmaier, Anton Zarabnicky, Josef Reisenberger, Andreas Kropatschek.“ | 2018 neu aufgestellt                                                                             |      |
| Ansfelden Ortsfriedhof                                                 | Ehrengrab für Georg Buttinger. Buttinger, ein kriegsinvalider ehemaliger Papierarbeiter, war in der Katastralgemeinde Nettingsdorf wohnhaft. Der versierte Schütze lieferte sich alleine ein Feuergefecht gegen die lokale Heimwehr und 30 Gendarmen, die zuletzt sein Haus, in dem er sich verschanzt hatte, in Brand steckten. Buttinger richtete sich (anders als am Grabstein angegeben) in den Morgenstunden des 13. Februar mit seiner letzten Kugel selbst. Er wurde ursprünglich auf dem „Selbstmörderfriedhof“ bestattet, 1946 erhielt er ein Ehrengrab.                                                         | | „Zum Gedenken unseres Genossen Georg Buttinger, geb. 31. 1. 1896, der am 12. Februar 1934 bei der Revolte für soziale Freiheit gefallen ist“. | 1946                                                                                             |      |
| Attnang-Puchheim                                                       | In der Ortschaft soll ein Gedenkstein für die gefallenen Schutzbündler des Bezirks Vöcklabruck existieren. | | ? |                                                                                                  |      |
| Braunau am Inn Ortsfriedhof                                            | Auf dem Friedhof gab es ein Grab für den Soldaten Josef Mangl, der bei Kämpfen rund um den Linzer Polygonplatz getötet worden war. Er wurde mit umfangreichen Begräbnisfeierlichkeiten in seiner Heimatstadt Braunau beigesetzt. | | ? | 1934 Grab um 2010 (vor 2014) aufgelöst.                                                          |      |
| Eberschwang Ortsfriedhof                                               | Gemeinsames Grab von Josef Skrabal, Josef Zeilinger und Johann Lobmeier, drei Mitgliedern des Schutzbundes, die bei Kämpfen im bzw. um den Hausrucktunnel (Tunnel der Hausruckbahn) ums Leben kamen. | | „Josef Skrabal, geb. 22. 12. 1892 Josef Zeilinger, geb. 13. 1. 1895 Johann Lobmeier, geb. 5. 12. 1895 gefallen am 12. Februar 1934. Ihr kämpftet und starbet für Freiheit und Recht“ |                                                                                                  |      |
| Ottnang am Hausruck Grubengeistweg Ehemaliges Arbeiterheim Holzleithen | Das Arbeiterwohnheim des ehemaligen Kohlereviers in Holzleithen wurde am 13. Februar vom Bundesheer gestürmt, mehrere Gefangene wurden auf der Bühne im Veranstaltungssaal exekutiert. | | „Wir starben für Freiheit und Recht Karl Fellinger, Karl Groiss, Franz Holzinger, Andreas Kropatschek, Johann Lobmeier, Josef Reisenberger, Josef Schmidt, Josef Skrabal, Anton Zarybnicky, Josef Zeilinger. Zum Gedenken an die Menschen, die am 12. und 13. Februar 1934 im Kohlerevier für ihre demokratischen Rechte und ihre Republik Widerstand leisteten.“ | 2011                                                                                             |      |
| Ottnang am Hausruck Auf einem Feld bei Holzleithen                     | In der Nähe der Ortschaft wurde ein Gedenkkreuz zur Erinnerung an vier bei den Kämpfen um das Arbeiterwohnheim getötete Soldaten des Bundesheeres errichtet. Anders als in der Inschrift angegeben, kamen sie am 13. Februar ums Leben. | | „Schmoller Josef, Schmid Karl, Bognermayr Bruno; Rauscher Leopold Gefallen 12. 2. 1934“. | 1934(?)                                                                                          |      |
| Linz Bulgariplatz                                                      | Platzbenennung. Auf dem bis 1934 Polygonplatz genannten Platz wurde im Zuge des Februaraufstands eine Barrikade errichtet. Eine Patrouille des Bundesheeres geriet hier in einen Hinterhalt, wobei drei Soldaten getötet sowie ein weiterer Soldat und deren ziviler Fahrer verletzt wurden. Der sozialdemokratisch gesinnte Anton Bulgari und zwei Mitstreiter wurden als Hauptverantwortliche für die Tat identifiziert und zum Tode verurteilt, wobei das Urteil nur an Bulgari vollstreckt wurde. Nach dem Krieg wurde der Platz, der zwischenzeitlich „Landwehrplatz“ genannt worden war, in Bulgariplatz umbenannt. | | [Verkehrsfläche] | 1946                                                                                             |      |
| Linz Bulgariplatz 1                                                    | 1984 wurde auf dem bereits seit 1946 nach Anton Bulgari benannten Platz (siehe dort) eine Gedenktafel für den 1934 zum Tode verurteilten Sozialdemokraten geweiht. | | „Zur Erinnerung an den Brauereiarbeiter der Linzer Brauerei und Arbeitersamariter Anton Bulgari geb. 1877, hingerichtet 1934 und seine Mitkämpfer um Freiheit und Demokratie in Österreich. Vergeben, aber nicht vergessen!“ | 1984                                                                                             |      |
| Linz Landwehrplatz (Heute Bulgariplatz)                                | Denkmal für die drei am heutigen Bulgariplatz gefallenen Soldaten des Bundesheeres (Oberleutnant Heinrich Nader, Korporal Paul Eiselsberg und Alpenjäger Josef Mangl). | | ? | 1935 Nach dem Anschluss 1938 entfernt                                                            |      |
| Linz Linzer Eisenbahnbrücke                                            | Private Gedenktafel für einen während des Februaraufstandes an der Brücke umgekommenen Bundesheersoldaten. | „Von seinen Eltern und Geschwistern“.                                                                               | „Dem Gedenken unseres herzensguten Sohnes u. Bruders Alois Buchinger Alpenjäger im A.J.R. 7, 6. Komp., welcher an dieser Stelle in treuer Ausübung seiner Soldatenpflicht i. 19. Lebensj. am 12. Feber 1934, um 15 h den Heldentod starb. Von seinen Eltern und Geschwistern.“ | 1934? Die Brücke aus 1900 wurde 2016 abgerissen, über den Verbleib der Tafel ist nichts bekannt. |      |
| Linz Kaplanhofviertel Eisenhandstraße 43                               | Gedenktafel für einen während des Aufstandes erschossenen Gendarmen. Die Kreuzung lag im Feuerbrereich einer Stellung des Schutzbundes in der nahen Diesterwegschule. | | „Am 12. Februar 1934 fand hier Prov. Gendarm Josef Klausner im Straßenkampfe den Heldentod.“ | 1934(?)                                                                                          |      |
| Linz St. Barbara-Friedhof, Sektor 33 Friedhofstraße 1                  | In dem „Heldenfriedhof“ genannten Sektor des Barbarafriedhofs befindet sich ein Denkmal für Gefallene auf Seiten der Regierung während des Februaraufstands und des Juliputsches. Die Angehörigen von Bundesheer einerseits und Gendarmerie bzw. freiwilligem Schutzkorps andererseits sind auf zwei Tafeln an den Seiten des Denkmals gelistet. | | Tafel 1: „Gefallen Februar 1934: Vom Alpenjäger Reg Nr. 7 Gefreiter Johann Fink; Alpenjäger Julius Agrill; Alpenjäger Alois Buchinger; Alpenjäger Franz Gfällner; Alpenjäger Franz Haslauer; Alpenjäger Johann Höller; Alpenjäger Josef Kalchmayr; Alpenjäger Otto Punzenberger; Alpenjäger Anton Trauner. Von der Brigadeartillerieabteilung Nr. 4 Vormeister Heinrich Krennbauer; Kanonier Franz Kollmann; Kanonier Alois Schießl. Vom Alpenjäger Reg Nr. 8: Oberleutnant Heinrich Nader; Korporal Paul Eiselsberg; Alpenjäger Bruno Bognermayr; Alpenjäger Josef Mangl; Alpenjäger Leopold Rauscher; Alpenjäger Karl Schmid; Alpenjäger Josef Schmoller. Vom Kraftfahrjäger Baon Nr. 3 Feldjäger Rudolf Hofstätter. Vom Alpenjäger Reg Nr. 9 Alpenjäger Leo Platzer Juli 1934: […]“. Tafel 2: „Gefallen Februar 1934: Vom Landesgendarmeriekommando für Oberösterreich Gend. Rayonsinspektor Franz Huemer; Prov. Gendarm Josef Klausner. Von der Bundes-polizeidirektion Linz Pol. Bez. Inspektor Leopold Thaler; Polizeiwachmann Johann Preiner. Vom Freiwilligen Schutzkorps O.Ö. Ortsführer Heinrich Pollhammer; Zugsführer Richard Bicfel; Jäger Johann Zehentner. Juli 1934: […]“ | 1935                                                                                             |      |
| Linz St. Barbara-Friedhof, Sektor 16 Friedhofstraße 1                  | Grab von Anton Bulgari, der infolge der Kämpfe am Linzer Polygonplatz (siehe dort) am 22. Februar 1934 zum Tod durch den Strang verurteilt und am gleichen Tag hingerichtet wurde. | | „Anton Bulgari 4. 3. 1877 – 22. 2. 1934 Aus Gold das Herz Der Sinn aus Erz“ |                                                                                                  |      |
| Linz bzw. Traun Stadtfriedhof Linz/St. Martin                          | Seit Ende der 1940er Jahre gab es in Linz Überlegungen, eine Gedenkstätte für die Opfer (seitens der Aufständischen) des Februaraufstands anzulegen. 1953 begann die Errichtung der von Fritz Fanta entworfenen und mit Reliefs von Walter Ritter geschmückten Stätte am Linzer Stadtfriedhof St. Martin, der sich knapp außerhalb der Stadtgrenze befindet. | „Die Sozialistische Partei Österreichs“ SPÖ-Bezirksorganisation Linz-Stadt                                          | „Den Opfern des 12. Feber 1934 die Sozialistische Partei Österreichs“ | 1954                                                                                             |      |
| Linz Gebäude der Österreichischen Gesundheitskasse Gruberstraße 77     | Der Gedenkstein befindet sich heute im neuen Gebäude der ÖGK, er gedenkt zweier Angestellter der damaligen Allgemeinen Arbeiter- und Angestelltenkrankenkasse, die in den Tagen nach den Kämpfen ihren am 13. Februar erlittenen Verletzungen erlagen. Das Gebäude der Krankenkasse befand sich 1934 an einem anderen, jedoch nahen Standort in der Betlehemstraße 37. | „Der Vorstand und die Angestelltenschaft der Allgemeinen Arbeiter- u. Angestelltenkrankenkasse für Oberösterreich.“ | „In Erfüllung ihrer Berufspflicht starben die Angestellten der Allgemeinen Arbeiterkrankenkasse für Oberösterreich in Linz Johann Weiß am 14. Februar 1934, Franz Hölzl am 26. Februar 1934 an den Folgen der am 13. 2. 1934 vor dem Kassengebäude erhaltenen Verwundungen. Wir ehren sie durch dauerndes Gedenken! Der Vorstand und die Angestelltenschaft der Allgemeinen Arbeiter- u. Angestelltenkrankenkasse für Oberösterreich.“ |                                                                                                  |      |
| Linz Gasthaus Jägermayr am Freinberg Römerstraße 98                    | Rund 100 Schutzbündler verteidigten das erhöht gelegene Gasthaus, als mehrere Züge Infanterie des Bundesheeres versuchten, von der Schlosskaserne zum Turm XIII der Turmbefestigung Linz zu kommen, der als Munitionslager diente. Die Kämpfe zogen sich bis zum Abend hin, wobei die Soldaten laufend Verstärkung erhielten und sich auf der Gegenseite ebenso laufend Schutzbündler absetzten, sodass bei deren Kapitulation nur noch 26 Mann übrig waren. | | „Die um die Freiheit kämpfen sind noch nicht frei – sie sind der Freiheit würdig. 12. Februar 1934 – 12. Februar 1984.“ | 1984                                                                                             |      |
| Linz Gymnasium Körnerschule Körnerstraße 9                             | Nach einem Foto von 1983 war eine Gedenktafel für den beim Aufstand gefallenen Soldaten Franz Haslauer in der Wand des Schulgebäudes eingemauert. Sie wurde zu einem späteren Zeitpunkt durch den heutigen, freistehenden Stein ersetzt. | | „Franz Haslauer, Alp. Jg. Rg. 7, gefallen bei den Unruhen des 12. II. 1934 als Opfer der Pflicht.“ |                                                                                                  |      |
| Linz Ehemaliges Hotel Schiff Landstraße 36                             | Die Sozialdemokratische Partei hatte das Hotel 1920 erworben, in den folgenden Jahren entwickelte es sich zu einem wichtigen Versammlungsort der Partei und des Republikanischen Schutzbundes. Der Widerstand des MG-Schützen Rudolf Kunst gegen eine polizeiliche Durchsuchung war am 12. Februar 1934 die Initialzündung für den gesamten Februaraufstand. | | „12. Februar 1934. Den Opfern und Kämpfern für Freiheit und Recht zum Gedenken. In diesem Haus gab Rudolf Kunst sein Leben für die Demokratie. Das ist es, was aus allem alles macht, daß es getan worden ist und so wird sich vielleicht die Geschichte nicht wiederholen. Gertrude Stein“. |                                                                                                  |      |
| Linz Saxingerstraße (Hafenviertel)                                     | Gedenkstein für einen beim Aufstand gefallenen Polizisten. Der Stein befand sich ursprünglich auf Höhe der Hafenhalle 09, er wurde beim Hafenausbau an den derzeitigen Standplatz versetzt. An der ursprünglichen Stelle befand sich ein Wächterhaus für den provisorischen Flughafen, wo der Polizist Dienst versah. | | „Hans Preiner, Polizeiwachm., Fiel hier am 12. Febr. 1934“. |                                                                                                  |      |
| Steyr Josef-Wokral-Straße (Ennsleite)                                  | Gedenkstein mit aufgesetzter Feuerschale im Park an der Ennsleite. | „Die Sozialistische Partei Steyr“                                                                                   | „Den Opfern des Februars 1934. Sie starben für Freiheit und Recht. Die Sozialistische Partei Steyr“ | 1950                                                                                             |      |
| Steyr Urnenfriedhof am Tabor Taborweg 8                                | Auf dem Urnenfriedhof befindet sich ein Denkmal für die Opfer des Nationalsozialismus. Auf einer seitlich angebrachten Gedenktafel wird – ungeachtet des örtlichen und zeitlichen Rahmens – der Opfer der Februarkämpfe sowie der aus Steyr stammenden Opfer des Spanischen Bürgerkrieges gedacht. | | „Im Februar 1934 gegen den Austrofaschismus gefallen bzw. ermordet: Ahrer Josef; Buchmayr Hans; Hawlicek Karl; Maurer Heinrich; Meierzedt Rudolf; Hilber Gustav; Valenta Franz; Weiss Johann; Predl Alfred; Seitlinger Alois; Schoppl Alois; […]“. |                                                                                                  |      |
| Steyr Urnenfriedhof am Tabor Taborweg 8                                | Grab des hingerichteten Aufständischen Josef Ahrer. | | „Sepp Ahrer 1908 – 1934 […]“ |                                                                                                  |      |
| Steyr Urnenfriedhof am Tabor Taborweg 8                                | Grab des bei den Kämpfen gefallenen Aufständischen Gustav Hilber. | | Gustav Hilber 15.07.1909–13.2.1934 Verteidiger der Demokratie und Opfer des 12. Februar 1934. |                                                                                                  |      |
| Steyr Urnenfriedhof am Tabor Taborweg 8                                | Grab des bei den Kämpfen gefallenen Aufständischen Johann Weiss. | | Familie Weiss Johann, 3.6.1885 – 14.2.1934 […] |                                                                                                  |      |
| Steyr Josef-Ahrer-Straße                                               | In Steyr ist eine Straße nach Josef Ahrer benannt. | | [Verkehrsfläche] |                                                                                                  |      |
| Steyr August-Hilber-Straße                                             | In Steyr ist eine Straße nach August Hilber benannt. | | [Verkehrsfläche] |                                                                                                  |      |
| Steyr Koloman-Wallisch-Straße                                          | In Steyr ist eine Straße nach Koloman Wallisch benannt. | | [Verkehrsfläche] |                                                                                                  |      |
| Steyr Straße des 12. Februar                                           | In Steyr ist eine Straße nach dem Beginndatum des Aufstandes benannt. | | [Verkehrsfläche] |                                                                                                  |      |

### Salzburg
kein Denkmal aufgelistet

### Steiermark
| Gemeinde (Wiener / Grazer Bezirk) und Örtlichkeit                                         | Beschreibung und Kontext | Widmender                                                                           | Widmungsträger bzw. Widmungstext | Jahr der Errichtung und ggf. Zerstörung | Bild |
| ----------------------------------------------------------------------------------------- | --- | ----------------------------------------------------------------------------------- | --- | --------------------------------------- | ---- |
| Bruck an der Mur Friedhof an der Kirche St. Ruprecht                                      | Bruck an der Mur war ein Zentrum des Aufstands in der Steiermark. Am Friedhof St. Ruprecht befindet sich ein großes Denkmal für 13 gefallene Mitglieder des Schutzbundes, allen voran Koloman Wallisch. Das Denkmal wurde am 20. Februar 1949 (Jahrestag von Wallischs Hinrichtung) im Zuge einer großen Gedenkkundgebung enthüllt. An dieser nahmen neben den ehemaligen Kommandanten des Schutzbundes und Wiener Bürgermeister Theodor Körner, Vizekanzler Adolf Schärf sowie sozialistischen Landes-, Bundes- und Gemeindepolitikern auch Wallischs Witwe Paula Wallisch teil.                                                                                     |                                                                                     | „Den Verteidigern der Demokratie und Opfern des 12. Februar 1934. Wallisch Koloman; Bleiweiss Sepp; Brunner Karl; Fleck Gustl; Hahn Hans; Hemmer Leo; Kohlfürst Karl; Linhart Sepp; Neubauer Max; Oswald Otto; Rechberger Franz; Sommersgutter Rudolf; Winter Rupert“ | 1949                                    |      |
| Bruck an der Mur Koloman-Wallisch-Platz                                                   | Der Brucker Hauptplatz wurde unmittelbar nach Kriegsende 1945 von „Adolf-Hitler-Platz“ zu Ehren des 1934 hingerichteten Politiker Koloman Wallisch umbenannt. Seit 2006 befindet sich am Haus Nummer 14 eine Gedenktafel für Wallisch. | Stadtgemeinde Bruck an der Mur                                                      | „Koloman Wallisch (1889 – 1934) Arbeiterführer in Bruck, Abgeordneter zum Landtag und Nationalrat.“ | 1945                                    |      |
| Bruck an der Mur Koloman-Wallisch-Gedenkweg                                               | Von Bruck aus führt ein Gedenkweg nach Süden durch den Utschgraben auf den Brucker Hochanger. 2004 wurden 12 Informationstafeln entlang des Weges aufgestellt, die die politischen und sozialen Umstände der damaligen Zeit, den Verlauf des Aufstandes und die Biographien der wichtigsten Akteure vermitteln. Der Weg zeichnet in vereinfachter Form Wallischs Fluchtweg infolge der Niederschlagung der Aufstandes nach. 2022 wurden die Tafeln erneuert. | AGKW (Aktionsgemeinschaft Koloman Wallisch), ARGE Jugend gegen Gewalt und Rassismus | Zwölf Informationstafeln | 2004                                    |      |
| Bruck an der Mur Hochanger Schutzhaus                                                     | Der Brucker Hochanger und die umliegenden Berge waren nach der Niederschlagung des Aufstandes das Rückzugsgebiet von Kolomann Wallisch und anfänglich rund 400 Unterstützern. Am Schutzhaus nahe dem Gipfel erinnert eine Gedenktafel an ihn. | „Die SPÖ-Bezirksorganisation Bruck/Mur“                                             | „In Erinnerung an unseren unvergesslichen Koloman Wallisch, * 28. 2. 1889, der im Feber 1934 für Freiheit und Demokratie sein Leben gab. Im Gedenkjahr 100 Jahre Sozialdemokratie 1889–1989. Die SPÖ-Bezirksorganisation Bruck/Mur“ | 1989                                    |      |
| Bruck an der Mur Brucker Hochanger (Blasmoaralm)                                          | In der sogenannten Blasmoaralmhütte versteckten sich während des Februaraufstands Paula Wallisch, die Parteifunktionärin Maria Fertner und Angehörige des Schutzbundes. | „AGKW“ (Aktionsgemeinschaft Koloman Wallisch)                                       | „Schwerer zu tragen als die Trauer ist die Sorge. Zum Gedenken an Paula Wallisch. Bruck 1934 – 2002. AGKW“ | 2002(?)                                 |      |
| Frohnleiten / Pernegg an der Mur Entlegener, namenloser Bergsattel an der Gemeindegrenze. | Das sogenannte Gendarmeriekreuz wurde 1934 im Gedenken an einen Gendarmen und ein Mitglied des freiwilligen Schutzkorps errichtet, die auf der Suche nach flüchtigen Anhängern Koloman Wallischs von diesen erschossen wurden. 1994 wurde die Gedenkstätte erneuert. |                                                                                     | „Hier gefallen fürs Vaterland am 14. Februar 1934: Johann Puschnig, Gend.-Ray.-Insp.; Johann Buttinger, Gend.-Assistenzmann.“ | 1934                                    |      |
| Graz-Eggenberg Karl-Morre-Straße 32                                                       | Am ehemaligen Konsum-Gebäude befindet sich ein Gedenkstein. | SPÖ                                                                                 | „Anlässlich der 50. Wiederkehr der Februar-Ereignisse des Jahres 1934 den Opfern zum Gedenken.“ | 1984                                    |      |
| Graz-Lend Fröbelschule und Friedenspark, Am Fröbelpark 1–3                                | Während des Aufstands gab es heftige Kämpfe im Umfeld der Schule, wobei die Fassade des Turnsaals einige Einschusslöcher davontrug. Diese blieben bis zu einer Renovierung 1995 sichtbar. Im Zuge dieser Sanierungsmaßnahme wurden sie nicht überputzt, sondern durch den Künstler Richard Kriesche mit Metall ausgegossen und mit einer (bald wieder deaktivierten) Klanginstallation ergänzt. Eine kleine Parkanlage gegenüber der Schule trägt im Gedenken an den Februaraufstand den Namen „Friedenspark“. |                                                                                     | [Kunstwerk und Parkanlage] | 1995                                    |      |
| Graz-Lend Europaplatz                                                                     | Auf einer Grünfläche südlich des Hauptbahnhofes schuf der Künstler Gerhardt Moswitzer sein „Mahnmal zur Erinnerung an die Ereignisse im Jahre 1934“ aus verschiedenfarbigen Stahlstelen. |                                                                                     | „1934 1984 Wir haben gelernt miteinander zu leben.“ | 1984                                    |      |
| Graz-Lend Volkshochschule, Hans-Resel-Gasse 6                                             | Im Eingangsbereich der Volkshochschule befindet sich eine Gedenktafel für Koloman Wallisch. 2007 wurde eine Tafel für den in Graz hingerichteten Josef Stanek (s. u.) hinzugefügt. |                                                                                     | „Versprecht mir, dass Ihr tapfer bleibt und durchhaltet! Es lebe die Sozialdemokratie! Freiheit! 1889 – † 19. Februar 1934 Koloman Wallisch“ | 1989                                    |      |
| Graz-Lend Volkshochschule, Hans-Resel-Gasse 6                                             | Im Eingangsbereich der Volkshochschule befindet sich – neben einer älteren Gedenktafel für Koloman Wallisch (s. o.) – eine Gedenktafel für den in Graz hingerichteten Josef Stanek. |                                                                                     | „In dankbarer Erinnerung an den Sekretär der Arbeiterkammer Josef Stanek, 1883 – 1934 Josef Stanek war für die Arbeiterbewegung in der Gewerkschaft der Arbeiterkammer und in der Sozialversicherung tätig. Nach dem fehlgeschlagenen Aufstand der Demokraten gegen die austrofaschistische Diktatur wurde er zum Tode verurteile und am 17.2.1934 hingerichtet. Für Freiheit und Recht.“ | 2007                                    |      |
| Graz-Gries Zentralfriedhof Graz, Triester Straße 164                                      | In einem als Soldatenfriedhof gewidmeten Abschnitt des Grazer Zentralfriedhofes befindet sich ein Denkmal für die Opfer des Jahres 1934 auf Seiten der Staatsmacht. Auf einer großen, zweiteiligen Tafel werden 38 Namen gelistet, 13 kleinere Platten am Boden davor sind je einem Verstorbenen gewidmet. Von diesen kommen alle bis auf zwei auch auf der großen Tafel vor, sodass das Monument insgesamt 40 Individuen listet. Fünf davon (Titz, Weimann, Mladencsich, Janisch, Tiefenbacher) sind Opfer des Juliputsches, die restlichen 35 kamen beim Februaraufstand ums Leben. In einem zeitgenössischen Bericht ist hingegen von insgesamt 73 Namen die Rede. | „Das dankbare Vaterland“                                                            | Zentrale Inschrift: „Den im Jahre 1934 gefallenen Helden der Pflicht das dankbare Vaterland.“ Große Tafel: „Bundesheer 1 Leo Platzer, Alpenjg. A J R. Nr 9 2 Josef Eibinger, Alpenjg. A J R. Nr 9 3 Valentin Pojer, Alpenjg. A J R. Nr 9 4 Hermann Klapfer, Alpenjg. A J R. Nr 10 Bundesgendarmerie 1 Roland Grass, Gend. Stabsrittmeister 2 Johann Höbel, Gend. Bezirksinsp. 3 Urban Tiefenbacher, Gend. Bezirksinsp. 4 Alexander Mayer, Gend. Revierinsp. 5 Franz Titz, Gend. Revierinsp. 6 Josef Weimann, Gend. Revierinsp. 7 Josef Janisch, Gend. Rayonsinsp. 8 Johann Puschnig, Gend. Rayonsinsp. 9 Hermann Wieser, Gend. Rayonsinsp. 10 Franz Huemer, Gend. Rayonsinsp. 11 Rudolf Stromberger, Gend. Rayonsinsp. 12 Johann Köck, Gend. Rayonsinsp. 13 Karl Mussger, Gend. Patroiull. Leiter 14 Josef Färber, Gendarm 15 Josef Gegendorfer, Gendarm 16 Peter Mladencsich, Gendarm 17 Johann Gartler, Gendarm Aspirant Bundespolizei 1 Franz Waltl, Pol. Bezirksinsp. 2 Franz Fleck I, Pol. Bezirksinsp. 3 Johann Unger, Pol. Revierinsp. 4 Heinrich Kriegl, Krim. B. Revierinsp. 5 Karl Kelz, Pol. Wachmann 6 Berhold Langer, Pol. Wachmann Freiw. Schutzkorps, Heimatschutz 1 Anton Zmugg, Komp. Komdt. 2 Max Diermayer, Komp. Komdt. Stellv. 3 Emil Haslauer, Zugskomdt. 4 Ferdinand Zoller, Zugskomdt. 5 Johann Buttinger, Zugsführer 6 Johann Niko, Gruppenführer 7 Rudolf Pogatschnig, Gruppenführer 8 Ludwig Polz, Gruppenführer 9 Jakob Wilding, Gruppenführer Stellv. 10 Alois Anner, Schutzkorpsm. 11 Franz Fest, Schutzkorpsm.“ Separate kleine Tafeln: „Johann Fuchs, Schutzkorp“ „Johann Buttinger, Heimatschutz“ „Johann Würger, Heimatschutz“ „Karl Kelz, Pol. Wachm.“ „Berthold Langer, Pol. Wachm.“ „Heinrich Kriegl, Krim. Rev. Insp.“ „Johann Unger, Pol. Rev. Insp.“ „Franz Waltl, Pol. Bez. Insp.“ „Franz Flecki, Pol. Bez. Insp.“ „Hermann Klapfer, Alpenjäger, Alp. Jäg. Rgt. 10“ „Josef Eibinger, Alpenjäger, Alp. Jäg. Rgt. 9“ „Valentin Poier, Alpenjäger, Alp. Jäg. Rgt. 9“ „Josef Gegendorfer, Gendarm“ | 1935                                    |      |
| Graz-Gries Zentralfriedhof Graz, Triester Straße 164                                      | Am Grab des 1934 hingerichteten Gewerkschaftsfunktionärs Josef Stanek werden regelmäßig Kranzniederlegungen abgehalten. |                                                                                     | „Josef Stanek 26.5.1883 – 17.2.1934 […]“ |                                         |      |
| Jagerberg Pfarrkirche Jagerberg                                                           | Links neben dem Eingang der Kirche befindet sich eine Gedenktafel für den in der Ortschaft stationierten Gendarmerie Rayons-Inspektor Johann Puschnigg (Schreibweise auf der Tafel: „Puschnig“). Er kam am 14. Februar bei einem Feuergefecht mit flüchtigen Aufständischen im Gleinalmgebiet (siehe Gendarmeriekreuz) ums Leben. Die Tafel wurde 2004 restauriert. |                                                                                     | „Zum Gedenken an Johann Puschnig Gend. Ray. Insp., Bes. d. gold. Medaille u. and. Ausz. Geb. 24.4.1898 in Mahrenberg. Von 1928–1934 eingeteilt am Genderarmerieposten Jagerberg. Gefallen am 14.2.1934 im Kampfe mit Aufrührern am Eisenpass bei Frohnleiten. Beerdigt in Eibiswald. Er starb für Österreichs Freiheit und Ehre. R.I.P.“ | 1934(?)                                 |      |
| Kapfenberg 12.-Februar-Straße                                                             | Die Industriestadt Kapfenberg war ein weiteres Zentrum der Kämpfe in der Steiermark. 1947 wurde eine Straße im Zentrum nach dem Beginndatum des Aufstands benannt. |                                                                                     | [Verkehrsfläche] | 1947                                    |      |
| Kapfenberg Koloman-Wallisch-Platz                                                         | Der Kapfenberger Hauptplatz wurde 1945 im Gedenken an Koloman Wallisch benannt. |                                                                                     | [Verkehrsfläche] | 1945                                    |      |
| Kapfenberg Anton-Buchalka-Straße                                                          | Anton Buchalka war infolge der Februarkämpfe zu einem Jahr Kerker verurteilt worden. In den Folgejahren war er unter anderem Anführer einer kommunistischen Widerstandsgruppe in Kapfenberg. Buchalka wurde 1941 in Berlin-Plötzensee hingerichtet, die Straßenbenennung in Kapfenberg erfolgte 1945. |                                                                                     | [Verkehrsfläche] | 1945                                    |      |
| Kapfenberg Anton-Paar-Siedlung                                                            | Die Anton-Paar-Siedlung ist nicht etwa nach dem Grazer Unternehmen Anton Paar, sondern seit 1955 nach dem Malergehilfen Anton Paar benannt, der 1934 nahe dem Kapfenberger Schlossberg ums Leben kam. |                                                                                     | [Verkehrsfläche] | 1955                                    |      |
| Kapfenberg Haus der Begegnung, 12.-Februar-Straße 6                                       | Im ehemaligen Kapfenberger Volksheim gibt es eine Gedenktafel, die unter anderem an die Ereignisse des Februar 1934 erinnert. |                                                                                     | „[…] 1934 während des Februaraufstandes geistiges Zentrum des Republikanischen Schutzbundes […] Bei Kampfhandlungen im Februar 1934 sterben in Kapfenberg Anton Paar und Julius Tkalec. In Bruck an der Mur wird der Kapfenberger Rupert Winter erschossen. – Den Opfern zum Gedenken.“ | 2007                                    |      |
| Leoben Koloman-Wallisch-Platz und Denkmal                                                 | 1945 wurde im Innenhof des Leobener Kreisgerichts, in welchem Koloman Wallisch gehängt worden war, eine Gedenktafel angebracht. Im Zuge des Umbaus des Gebäudekomplexes (Einkaufszentrum LCS) wurde die Tafel in ein neu errichtetes Denkmal integriert und der Platz vor dem Osteingang des Einkaufszentrums nach Wallisch benannt. |                                                                                     | „Kolomann Wallisch 1889 – 1934 Ewig ist die Revolution und unsterblich ihr Märtyrer.“ | 2008 (in heutiger Form)                 |      |
| Proleb                                                                                    | In der Gemeinde soll sich ein Gedenkstein für Koloman Wallisch befinden. | SPÖ                                                                                 | ? | 1984                                    |      |
| Sankt Michael in Obersteiermark 12.Februar-Straße                                         | In der Gemeinde ist eine Straße nach dem Beginndatum des Aufstandes benannt. |                                                                                     | [Verkehrsfläche] |                                         |      |

### Tirol
| Gemeinde (Wiener / Grazer Bezirk) und Örtlichkeit | Beschreibung und Kontext | Widmender | Widmungsträger bzw. Widmungstext | Jahr der Errichtung und ggf. Zerstörung | Bild |
| ------------------------------------------------- | --- | --------- | --- | --------------------------------------- | ---- |
| Wörgl Bahnhofstraße, Bahnhofsvorplatz             | Hier befindet sich ein Gedenkstein, der auch an den Februaraufstand erinnert. Die genannten Personen sind ein im antifaschistischen Widerstand tätiges Ehepaar (Alois Brunner beteiligte sich auch am Februaraufstand), das im Gefängnis München-Stadelheim hingerichtet wurde. | SPÖ Tirol | „Freiheit, Gerechtigkeit, Demokratie. 1934–1984 Den Opfern im Kampf gegen den Faschismus. SPÖ – Tirol, 12. Februar 1984. Alois Brunner † 9. 9. 1943, Josefa Brunner † 9. 9. 1943“. | 1984                                    |      |

### Vorarlberg
kein Denkmal aufgelistet

### Wien
| Gemeinde (Wiener / Grazer Bezirk) und Örtlichkeit                                                              | Beschreibung und Kontext | Widmender | Widmungsträger bzw. Widmungstext | Jahr der Errichtung und ggf. Zerstörung                                                                                       | Bild |
| --- | --- | --- | --- | --- | ---- |
| Innere Stadt Zentralfeuerwache der Berufsfeuerwehr Wien Am Hof 10                                              | Das Denkmal für die vom Faschismus ermordeten Feuerwehrmänner ehrt sechs gefallene Widerstandskämpfer mit Bezug zur Feuerwehr, darunter Georg Weissel als Opfer des Februar 1934. | „Feuerwehr der Stadt Wien“ | „Den treuen Kämpfern gegen faschistische Gewaltherrschaft Ing. Georg Weissel † 15.2.1934 […] Feuerwehr der Stadt Wien 1947“ | 1947 |      |
| Innere Stadt Parlamentsgebäude, Tor IV Dr.-Karl-Renner-Ring                                                    | Gedenktafel für Koloman Wallisch anlässlich seines 100. Geburtstages. | SPÖ | „Koloman Wallisch Abgeordneter zum Nationalrat geboren 1889, hingerichtet 1934 Er starb für seine Gesinnung“ | 1989 |      |
| Innere Stadt Rathauspark gegenüber Café Landtmann Universitätsring 4                                           | Es handelt sich um eine freistehende, 250 cm hohe Gedenkstele, die von den Ereignissen rund um den Februaraufstand berichtet. | International Conference of Labour and Social History und Bund Sozialistischer Freiheitskämpfer                                                            | Mehrere Texte und Bilder zu den Geschehnissen 1934, Volltext siehe hier. | 2017 |      |
| Leopoldstadt Leopoldskirche Alexander-Poch-Platz 6                                                             | Marmorne Gedenktafel für zwei getötete Beamte des Polizeikommissariats Leopoldstadt im linken Flügel des Hauptschiffes. | „Gewidmet v. d. Geschäftsleuten d. Karmelitermarktes“ | „Den Helden treuer Pflichterfüllung des Poliz. Koates. Leopoldstadt Mathias Wallner, Krim. Rev. Insp., gefallen 13. II. 1934 Rudolf Horst, Polizei Wachm., gefallen 13. II. 1934 bei der Bekämpfung der Februar-Revolte 1934. Gewidmet v. d. Geschäftsleuten d. Karmelitermarktes“ | 1934 Vermutlich bei einem Luftangriff 1945 zerstört oder abhandengekommen.                                                    |      |
| Landstraße Betriebsbahnhof Erdberg Kappgasse 1 Bis 1991 am Direktionsgebäude in IV. Wieden, Favoritenstraße 9. | Gedenktafel für 42 politische Opfer der Verkehrsbetriebe (heute Wiener Linien) in den Jahren 1934 bis 1945, darunter zwei Opfer der Februarkämpfe. | Personalvertretung der Wiener Verkehrsbetriebe | „Euer Opfer für Österreichs Freiheit und Demokratie bleibt immerwährende Mahnung […] Mück Johann Nagy Franz […]“ | 1953 |      |
| Margareten Gebäude der Magistratsabteilung 48 Einsiedlergasse 2                                                | Gedenktafel für fünf Personen, wohl mit Bezug zur Magistratsabteilung 48 (Abfallwirtschaft, Straßenreinigung und Fuhrpark). Darunter zwei Personen mit Jahresangabe „1934“. Die Tafel wurde frühestens 2014 erneuert und dabei ein Schreibfehler („Hampert“ statth „Hamperl“) korrigiert, der genannte Hohann Hlavaty ist nicht sicher als Beteiligter der Februarkämpfe belegt. | | „Gefallen für Freiheit und Recht Johann Hamperl 1934 Johann Hlavaty 1934 […]“ | |      |
| Margareten Reumannhof Margaretengürtel 100–110                                                                 | Der Gemeindebau war 1934 ein Hauptstützpunkt des Republikanischen Schutzbundes und entsprechend umkämpft. Die Tafel ist Teil des Denkmals für Bürgermeister Jakob Reumann. | | „Hier im Reumannhof verteidigten am 12. Februar 1934 Sozialdemokraten die Demokratie gegen den Faschismus.“ | 1984 |      |
| Alsergrund Georg-Weissel-Heim (Studentenheim) Säulengasse 18                                                   | Sgraffito mit flankierendem Text auf zwei Gedenktafeln. Der Feuerwehrkommandant und Schutzbundführer Georg Weissel wurde am 15. Februar 1934 hingerichtet. Das nach ihm benannte Wohnheim wird vom „Verein Wirtschaftshilfe der Arbeiterstudenten Österreichs“ geführt. | | „Aus dem Abschiedsbrief Weissels: Unsere Sache wird doch siegen. Ich sterbe nicht umsonst. Als Führer der akademischen Legion zum Tod verurteilt am 15. 2. 34.“ | 1950 |      |
| Alsergrund Votivkirche Ringstraße (Rooseveltplatz)                                                             | Gedenktafel für Angehörige des Österreichischen Heimatschutzes neben dem linken Seiteneingang der Votivkirche. Laut einem zeitgenössischen Bericht enthüllte Emil Fey 1935 „eine Gedenktafel mit den Namen der 27 im Februar 1934 gefallenen Heimatschützer.“ Die heute bestehende Tafel muss das Resultat einer späteren Erneuerung sein, sie listet in zwei einheitlichen, symmetrisch angelegten Spalten insgesamt 38 Namen aus den Jahren 1929 bis 1936, darunter 28 Gefallene des Jahres 1934, davon allerdings nur 18 mit Todesdatum im Februar. | „Wr. Heimatschutzbataillon No. 10 (Bezirksgruppen I., VI., VII. und VIII.)“                                                                                | „Für Heimat und Volk! Vom Wiener Heimatschutz haben ihrem Eide getreu ihr Leben zum Opfer gebracht: […] 13.2.1934 Dykast Josef 13.2.1934 Felgenhauer Franz 13.2.1934 Haider Franz 13.2.1934 Hobler Bernhard 13.2.1934 Höller Karl 13.2.1934 Kramlinger Leopold 13.2.1934 Kreuz Theodor 13.2.1934 Ortner Heinrich 13.2.1934 Pfanzelt Johann 13.2.1934 Pretsch Karl 13.2.1934 Schnaubelt Josef 13.2.1934 Scherzer Gustav 13.2.1934 Summerauer Ernst 13.2.1934 Tjuka Erich 13.2. 1934 Valenta Adalbert 13.2.1934 Wolfram Ludwig 22.2.1934 Chitil Heinrich 26.2.1934 Wessely Karl[…] Zur Ehre und zum Gedächtnis den toten Helden gewidmet.“ | 1935? Offenbar später erneuert, letzter Eintrag 8.4.1936, im selben Jahr Aufgehen der Heimwehren in der Vaterländischen Front |      |
| Favoriten Ahornhof (Teil des George-Washington-Hofs) Köglergasse 11                                            | Gedenktafel in Erinnerung an die Kommandostelle des Republikanischen Schutzbundes. Während der Februarkämpfe versuchten Otto Bauer und Julius Deutsch von hier aus, das Geschehen zu steuern, was jedoch kaum gelang. | „Sozialistische Partei Österreichs“ | „In den Februartagen 1934, während des Kampfes für die Demokratie in Österreich, befand sich hier die Kommandostelle des Republikanischen Schutzbundes. Von hier aus ging Otto Bauer in das Ausland, um den Kampf für die Freiheit weiterzuführen. Er starb am 4. Juli 1938 in Paris. Sozialistische Partei Österreichs, Februar 1974“ | 1974 |      |
| Favoriten Ankerbrot-Fabrik Absberggasse 35                                                                     | Gedenktafel für vier Angestellte der bedeutenden Ankerbrot-Fabrik, von denen einer im Februar 1934 als Unbeteiligter (am Weg zur Nachtschicht) erschossen wurde. | Arbeiter, Angestellte und Betriebsleitung der Ankerbrotfabrik                                                                                              | „Als unerschrockene Vorkämpfer starben sie den Henkertod für Österreichs Freiheit Alexander Scheck, geboren 27. 12. 1886 erschossen 13. 2. 1934 […] Ihre Aufopferung soll und muß uns stets Mahnung sein im Kampf für ein freies Österreich.“ | 1946 |      |
| Favoriten Pfarrkirche St. Johann Evangelist Keplerplatz                                                        | Gedenktafel für zwei bei den Februarkämpfen getötete Beamte der Sicherheitswacheabteilung Favoriten. | „Gewidmet von den S.W. Beamten der Abtlg. Favoriten.“ | „In getreuer Pflichterfüllung für das Vaterland starben den Heldentod bei der Niederwerfung der Februarrevolte 1934 die Beamten der Sicherheitswacheabteilung Favoriten, Rupert Wallner, Pol. Ray. Insp., geb. 20. III. 1888, gefallen am 14. II. 1934 in Floridsdorf. Franz Schuster, Pol. Ray. Insp., geb. 31. VII. 1899, gefallen am 13. II. 1934 in Favoriten. Gewidmet von den S.W. Beamten der Abtlg. Favoriten.“ | 1934 Nicht mehr vorhanden, Verbleib unbekannt.                                                                                |      |
| Simmering Dr.-Franz-Klein-Hof Grillgasse 42                                                                    | Gedenktafel für zwei in unmittelbarer Nähe verstorbene Aufständische. | „SPÖ Simmering“ | „In unmittelbarer Nähe gaben Franz Mayer und Johann Zabinsky ihr Leben. Sie starben für die Rechte der Arbeiter und für Österreichs Demokratie. SPÖ Simmering“ | |      |
| Simmering Feuerhalle Simmering, Urnenhain Abteilung 8, Ring 1, Gruppe 1                                        | Gemeinschaftsgrab für acht Februaropfer: Familie Zehrer (Maria, Viktor sen., Viktor jun.; gemeinsamer Suizid), Theodor Titze, Johann Zabinsky, Franz Schweinberger, Josefine Rathschopf und Johann Simrath. Die Urnen aus den ursprünglichen Einzelgräbern wurden in diesem Grab zusammengefasst. | | „Opfer des 12. Februar von 1934 Zehrer, Titze, Zabinsky, Schweinberger, Ratschopf, Simrath“ | 1998 (frühestens; in diesem Jahr Umbettung geplant)                                                                           |      |
| Simmering Feuerhalle Simmering, Urnenhain Abteilung 3, Ring 3, Gruppe 3, Nr. 26.                               | Ehrengrab für Karl Münichreiter, den am 14. Februar 1934 hingerichteten Gruppenführer des Republikanischen Schutzbundes und seiner Familie. | | „Familie Münichreiter Karl † 14. Feber 1934 […]“ | |      |
| Simmering Feuerhalle Simmering, Urnenhain Gruppe E4                                                            | Ehrengrab für Emil Swoboda (am Grabstein „Svoboda“), den am 16. Februar 1934 hingerichteten Gruppenführer des Republikanischen Schutzbundes. | | „Emil Svoboda 15. 5. 1898 – 16. 2. 1934“ | |      |
| Simmering Wiener Zentralfriedhof Gruppe 71F, Nr. 1–33A                                                         | Nach den Februarkämpfen wurde am Zentralfriedhof dieses Denkmal als Grabbezirk für Opfer auf Seiten der Exekutive errichtet, es wurde nach dem Juliputsch zu Ehren von sechs(?) weiteren Gefallenen erweitert. Die Tafel zu Füßen der Statue listet Namen und Dienstzugehörigkeit von 62 Personen auf, die mehrheitlich auch einen separaten Grabstein am Gelände haben. Der Entwurf für das Denkmal stammt von Norbert Schlesinger, die Einweihung erfolgte an Allerheiligen des Jahres 1935. | „Das dankbare Vaterland“ | „Den im Jahre 1934 gefallenen Helden der Pflicht das dankbare Vaterland Polizei Johann Ableitinger, Polizeimajor; […], Viktor Friedrich, Polizeistabsrittmeister; Johann Ludwig, Polizeistabsrittmeister; […]; Anton Hurtl, Polizeibezirksinspektor; Josef Gärntner [Gartner], Polizeirevierinspektor; Friedrich Stepanek, Polizeirevierinspektor; Ernst Cenek, Polizeirayonsinspektor; Johann Gross II, Polizeirayonsinspektor; Georg Holzer, Polizeirayonsinspektor; Heinrich Kainz II, Polizeirayonsinspektor; […]; Johann Peuker II, Polizeirayonsinspektor; Leopold Pichker II, Polizeirayonsinspektor; Josef Prassnik, Polizeirayonsinspektor; Josef Schiel, Polizeirayonsinspektor; Franz Schuster V, Polizeirayonsinspektor; Johann Steinhuber, Polizeirayonsinspektor; Rupert Wallner, Polizeirayonsinspektor; Franz Westermayer, Polizeirayonsinspektor; Anton Tatzber [Tazber], Polizeioberwachmann; Konrad Axmann, Polizeiwachmann; Franz Brunner III, Polizeiwachmann, Josef Cerny III, Polizeiwachmann; Leopold Diestl [Distl], Polizeiwachmann; Rudolf Horst, Polizeiwachmann; Josef Mühlecker, Polizeiwachmann; Matthias [Mathias] Wallner, Kriminalrevierinspektor Bundesheer Rudolf Gieb, Hptm. K.F.I. 4; Josef Stitz, Stbs. Feuerw., B.A.A. 3; Karl Moser, Korp. Pion. B. 2; Leopold Lenz, Gefr. I.R. 5; Josef Gabriel, Fj. K.F.I. B. 4; Rudolf Hofstätter, Fj. K.F.I. B. 3; […]; Ferdinand Leonhartsberger, Fj. K.F.I. B. 4; […] Freiwilliges Schutzkorps Eugen Drechsler, Hauptmann; Theodor Kreutz [Kreuz], Oberleutnant; Erich Tjuka, Kokmdt.[?]; Josef Dykast; […]; Franz Felgenhauer; Franz Heider [Haider], Bernhard Hobler; Karl Höller; Leopold Kramlinger; Franz Mickl; Heinrich Ortner; Johann Pflanzelt; Karl Pretsch; Gustav Scherzer; Josef Schnaubelt; Ernst Summerauer; Adalbert Valenta; Karl Wessely [Wesely]; Ludwig Wolfram; Ostmärkische Sturmscharen: Franz Kmetty [Kmeity]; Heinrich Seidler; Josef Schweitzer [Schweizer]“ | 1935 |      |
| Simmering Wiener Zentralfriedhof Gruppe 28, Reihe 36                                                           | Dieses Denkmal für die „zivilen Opfer“ (Personen, die nicht Teil der Exekutive waren) des Februaraufstandes wurde 1984 von Leopold Grausam, jun. gestaltet. Es wurde in unmittelbarer Nähe eines Bereiches errichtet, in dem zwischen 20. Februar und 9. März 1934 131 Personen bestattet wurden. Die Annahme, dass es sich dabei um 131 zivile Opfer des Februaraufstands handelt, scheint aber ein Trugschluss zu sein. Im Gräberbuch des Friedhofes befindet sich eine wohl nach 1945 hinzugefügte Liste, die 16 Personen als „Opfer des 12. Februar 1934“ benennt: Judex, Franz; Menschik, Johann; Koch, Jakob; Kamenik, Josef; Berger, Johann; Stocker, Gustav; Toth, Alexander; Lakomy, Alfons; Vanek, Josef; Schwab, Johann; Herzog, Anton; Bröckl, Josef; Wondra, Franz; Lenker, Marie; Kreuschitz, Johann; Nerad, Franz. Laut Kurt Bauer können die ersten acht davon sicher als Februaropfer gelten, bei zwei weiteren (Schwab und Vanek) lässt der Totenschaubericht zumindest den Schluss zu. Das Monument selbst nennt keine Namen. | | „12. Februar 1934 Niemals vergessen Den Kämpfern und Opfern für ein demokratisches Österreich“ | 1984 |      |
| Simmering Wiener Zentralfriedhof Gruppe 41 H, Nr. 1                                                            | Das Mahnmal für die Opfer für ein freies Österreich 1934–1945 („Mahnmal der Stadt Wien“) wurde von Fritz Cremer, Wilhelm Schütte und Margarete Schütte-Lihotzky gestaltet und 1948 eingeweiht. | Stadt Wien | „Den Opfern für ein freies Österreich“ | 1948 |      |
| Simmering Wiener Zentralfriedhof Gruppe 87, Reihe 40, Nr. 36                                                   | Das Grab der Familie Mayer wird aufgrund des Februaropfers Franz Mayer von der Stadt Wien als Ehrengrab geführt, der Grabstein selbst ist aber aussagelos. | | „Familie Mayer und Eltern“ | |      |
| Simmering Wiener Zentralfriedhof Gruppe 87, Reihe 42, Nummer 12                                                | Das Ehrengrab des Schutzbundführers Georg Weissel und seiner Frau wurde 1948 mit dem heute bestehenden Grabstein versehen. Die Inschrift „Ein Stein unter Steinen im Aufbau der Menschheit“ befand sich bereits am Vorgänger des heutigen Steins, Weissels Witwe musste eine Strafzahlung leisten, weil sie der Anordnung zu deren Entfernung nicht fristgerecht nachgekommen war. | Gewerkschaft der Gemeindebediensteten | „Georg Weissel, Ob. Koär. d. Feuerwehr d. Stadt Wien Ing. Weissel opferte sein junges Leben für eine bessere Welt. Ein Stein unter Steinen im Aufbau der Menschheit. Er starb für die Freiheit am 13. Februar 1934.“ | 1948 (in heutiger Form, Vorgänger wohl 1934)                                                                                  |      |
| Meidling Meidlinger Friedhof Urnengräber                                                                       | Das Mahnmal in einem Bezirk für Urnengräber des Meidlinger Friedhofs wurde 1954 errichtet, wobei nur zwei Namen genannt waren. 2014 wurde es um zwei seitliche Tafeln erweitert, die insgesamt weitere 14 Namen von Opfern mit Bezug zu Meidling nennen. Die Zusatztafeln sind mit einigen Fehlern behaftet: Der Name Franz Sitter taucht ungeklärterweise doppelt auf, Josef Holas stammte eigentlich aus Penzing, Alexander Scheck aus Margareten. Heinrich Chitil war weder Sozialdemokrat noch Februaropfer, sondern ein Mitglied der Heimwehr, das am 23. Februar 1934 durch einen Unfall starb. Ein Heinrich Eidler ist nicht als Februaropfer bekannt, wohl aber taucht ein Sturmscharmann Heinrich Seidler am Denkmal für Opfer auf Seiten der Exekutive am Zentralfriedhof auf. | „Die Sozialisten Meidlings“ | Vordere Tafel: „Den Opfern des Februar 1934 Karl Schwarz, Karl Schittra Ehre ihrem Angedenken. Die Sozialisten Meidlings. Tafel links: „Josef Holas, Katherina Konwicka, Franz Lakomy, Arthur Schimann, Edith Ullsperger, Rosa Schmidt, Gustav Stocker“ Tafel rechts: „Josef Benesch, Irma Lindner, Alexander Scheck, Franz Sitter, Heinrich Eidler, Franz Sitter, Heinrich Chitil“ | 1954 2014 erweitert |      |
| Meidling Edelsinnstraße 8                                                                                      | Das Denkmal bezieht sich auf die ehemals in der Koppreitergasse 5 befindliche Straßenbahnremise. Es nennt die Namen von vier während des Zweiten Weltkrieges ermordeten Mitgliedern der dortigen Widerstandsgruppe, bezieht sich in seiner Inschrift aber auch auf die Februarkämpfe. Opfer aus dieser Zeit sind dort nicht bekannt. Der genannte 21. Februar 1945 ist das Datum eines Luftangriffs der Alliierten. | | „Unsterbliche Opfer 1934 – 1945 […] Sie sanken dahin. Den Opfern des 21. Februar 1945 und den Gefallenen des Krieges.“ | 1949 |      |
| Meidling Max-Opravil-Hof Wienerbergstraße 12 / Eibesbrunnergasse 1                                             | Max Opravil kämpfte während des Februaraufstands als Kommandant des Schutzbundes in Meidling. Er überlebte den Aufstand und die Zeit des Nationalsozialismus, 1975 wurde die Wohnanlage zu Ehren des 1971 verstorbenen benannt. (Sein Wirken im Februaraufstand wird als Fließtext auf einer jüngeren Zusatztafel thematisiert, die auf Initiative des Bundes Sozialistischer Freiheitskämpfer angebracht wurde.) | | „Max Opravil, 1896 – 1971. Landtagsabgeordneter und Gemeinderat der Stadt Wien von 1945 bis 1964. Obmann der Wiener Naturfreunde. Bezirksobmann der S.P.Ö. Meidling Wien im Mai 1975“ | 1975 |      |
| Hietzing Goldmarkplatz 1                                                                                       | 1984 wurde hier ein Denkmal für Karl Münichreiter errichtet. Die Gestaltung oblag Edmund Reitter. Als Datum von Münichreiters Hinrichtung ist anstelle des 14. Februars fälschlicherweise der 15. angegeben. | SPÖ-Hietzing | „Karl Münichreiter, geboren 27. 9. 1891, hingerichtet 15. 2. 1934. Er opferte sein Leben für Freiheit und Demokratie in Österreich. Niemals vergessen.“ | 1984 |      |
| Penzing Blathof Rottstraße 1/Linzer Straße 128                                                                 | Die 1925 fertiggestellte Wohnanlage wurde 1948 zu Ehren von Ferdinand Blat benannt. | | „Ferdinand Blat Mitglied des Republikanischen Schutzbundes und der Sozialdemokratischen Partei Österreichs, geboren am 17. Oktober 1888, gefallen am 12. Februar 1934.“ | 1948 |      |
| Penzing Kirche am Steinhof Klinik Penzing                                                                      | Gedenktafel für zwei während des Februaraufstandes am Klinikgelände gefallene Polizeibeamte. | „Gewidmet von den Angestellten der Wiener Landes-Heil- und Pflegeanstalt am Steinhof“ Laut Kurt Bauer: Gewerkschaft der christlichen Gemeindeangestellten“ | „Dem Gedenken der am 12. Februar 1934 in treuer Erfüllung ihrer Dienstpflicht in dieser Anstalt gefallenen Sicherheitswachebeamten: Revier-Inspektor Josef Gärtner, Rayons-Inspektor Josef Prassnik. Gewidmet von den Angestellten der Wiener Landes-Heil- und Pflegeanstalt am Steinhof.“ | 1934 Nicht mehr vorhanden, Verbleib unbekannt.                                                                                |      |
| Penzing Kommandogebäude General Körner Hütteldorfer Straße 126                                                 | Im Eingangsbereich des Gebäudes befindet sich seit 1929 eine Gedenktafel für gefallene Absolventen der hier einst stationierten k.u.k. Kadettenschule. 1936 wurde eine Zusatztafel für drei 1934 gefallene Absolventen angebracht. | „Errichtet von den Kameraden und Angehörigen“ | „Gefallen in schwerster Pflichterfüllung 1934 die einstigen Zöglinge: 1917: Kreuz Theodor, Oblt. 1918/III: Stepanek Friedrich, Pol.Rev.Insp. 1918/II: Grass Roland, Gend.Stabs.Rtm. Errichtet von den Kameraden und Angehörigen 1936“ | 1936 |      |
| Ottakring Standort des ehemaligen Arbeiterwohnheims Kreitnergasse 29–33                                        | Das 1907 eröffnete Arbeiterwohnheim war ein wichtiges Veranstaltungs- und Kulturzentrum der Sozialdemokratie. Das Haus wurde bei seiner Erstürmung durch Regierungstruppen am 12. Februar durch Granaten beschädigt und anschließend zum Abriss freigegeben. 1936 wurde ein neues Wohnhaus fertiggestellt, an dessen Fassade heute eine Gedenktafel an der Vorgängerbau erinnert. | „Sozialistische Partei Österreichs, Bezirksorganisation Ottakring Bund Sozialistischer Freiheitskämpfer Ottakring“                                         | „Am 12. Februar 1934 verteidigten hier, im früheren Ottakringer Arbeiterheim, Angehörige des Republikanischen Schutzbundes die Verfassung und die Freiheit der Republik Österreich. Im Gedenken: Sozialistische Partei Österreichs, Bezirksorganisation Ottakring Bund Sozialistischer Freiheitskämpfer Ottakring““ | |      |
| Ottakring Ottakringer Friedhof                                                                                 | Ehrengrab des Februarkämpfers Ferdinand Blat und weitere Personen. | | „[…] Ferdinand Blat 17. 10. 1888 – 12. 2. 1934 […]“ | |      |
| Ottakring Ottakringer Friedhof                                                                                 | Ehrengrab von Ida Sever und ihrem Gatten, dem Wiener Politiker und 1919/20 Niederösterreichischen Landeshauptmann Albert Sever. Ida Sever (s. u.) kam 1934 durch den Beschuss des Arbeiterwohnheims Ottakring (s. o.) ums Leben. | Albert Sever | „Meiner lieben guten Gattin und Kameradin Ida Sever 11./1. 1872 – 12./2. 1934“ | 1934? |      |
| Ottakring Severhof Maroltingergasse 56–58                                                                      | Gedenktafel für Albert und Ida Sever an dem 1949 zu ihrem Gedenken umbenannten Gemeindebau. | | „Albert Sever, Reichsratsabgeordneter, Nationalrat und Landeshauptmann von Niederösterreich, 1867–1942 Ida Sever, Opfer der Februarkämpfe, 1873–1934“ | 1949 |      |
| Hernals Holyhof Ecke Gräffergasse 5, Heigerleinstraße 104, Halirschgasse 21                                    | Gedenktafel für den Sozialdemokraten Leopold (Leo) Holy an dem nach ihm benannten Gemeindebau. Er war im nahegelegenen Türkenritthof beim Zusammenstoß mit der Kriminalpolizei ums Leben gekommen. | Sozialdemokratische Partei | „Leo Holy, Mitglied des Republikanischen Schutzbundes und Vertrauensmann der Sozialistischen Partei Österreichs. Geboren am 27. Oktober 1899, gefallen am 13. Februar 1934.“ | 1948 |      |
| Hernals Türkenritthof Hernalser Hauptstraße 190–192                                                            | Gedenktafel für den Sozialdemokraten Leo Holy, der hier beim Zusammenstoß mit der Kriminalpolizei ums Leben kam. | „Die ehemaligen Schutzbundkämpfer in der KPÖ Hernals.“ | „Für ein freies demokratisches Österreich fiel hier am 13. Februar 1934 Genosse Leopold Holy. Seinem Gedenken die ehemaligen Schutzbundkämpfer in der KPÖ Hernals.“ | 1947 |      |
| Döbling 12.-Februar-Platz, 12.-Februar-Park Vor dem Karl-Marx-Hof                                              | Der vormalige Heiligenstädter Platz vor dem Karl-Marx-Hofe trägt seit 1985 den Namen „12.-Februar-Platz“, der Park vor dem Haupttrakt den Namen „12.-Februar-Park.“ | | [Parkanlage] | 1985 |      |
| Döbling Karl-Marx-Hof Ecke Heiligenstädter Straße 82–92, Boschstraße 1–19                                      | Gedenktafel am 1934 umkämpften Karl-Marx-Hof. | „Sozialistische Freiheitskämpfer“ | „Als erste in Europa traten Österreichs Arbeiter am 12. Februar 1934 mutig dem Faschismus entgegen. Sie kämpften für Freiheit, Demokratie und Republik. Niemals vergessen! Sozialistische Freiheitskämpfer“ | 1964 |      |
| Döbling Klose-Hof Philippovichgasse 1                                                                          | Der Gemeindebau wurde 1949 zu Ehren des vor der Schule in der Grinzinger Straße 95 getöteten Schutzbündlers Viktor Klose benannt. | | „Viktor Klose Februarkämpfer 1904 – 1934“ | 1949 |      |
| Döbling Rebec-Hof Flotowgasse 12                                                                               | Der Gemeindebau wurde 1949 zu Ehren des im Gemeindebau in der Obkirchergasse (heute Karl-Mark-Hof) getöteten Schutzbündlers Ernst Rebec benannt, der hier wohnte. | | „Ernst Rebec Februarkämpfer 1888 – 1934“ | 1949 |      |
| Döbling Svoboda-Hof Heiligenstädter Straße 80                                                                  | Der Gemeindebau wurde 1948 zu Ehren des infolge des Aufstands zum Tode verurteilten Emil Swoboda benannt. | | „Emil Svoboda Gruppenführer des Republikanischen Schutzbundes. Geboren 1898. Justifiziert 1934“ | 1948 |      |
| Brigittenau Gerlhof, Leystraße 47-53                                                                           | Der Gerl-Hof wurde 1949 nach Josef Gerl benannt. Dieser nahm an den Februarkämpfen teil und floh dann in die Tschechoslowakei. Er wurde in den Morgenstunden des 21. Juli nach einem missglückten Sprengstoffanschlag festgenommen und am 24. Juli gehängt. Die Gedenktafel am Gerl-Hof ehrt ihn als „Februarkämpfer“. | | „Josef Julius Gerl Februarkämpfer 1912–1934“ | 1949 |      |
| Floridsdorf Klinik Floridsdorf Brünner Straße 68 (Ausgang der S-Bahn-Station Brünner Straße)                   | Das Mahnmal befand sich ursprünglich im Werkhof der ÖBB-Hauptwerkstätte. Als an deren Stelle das Klinikum gebaut wurde, verlegte man das Denkmal an die angrenzende S-Bahn-Station. | | „Unsterbliche Opfer, die für Österreichs Freiheit gefallen sind. 1934: Andrijow Josef, Lutz Ferdinand, Schmidt Karl. 1938–1945: […] Euer Kämpfen und Sterben war für kommendes Recht.“ | 1950 |      |
| Floridsdorf Polizeikommissariat Floridsdorf Hermann-Bahr-Straße 3                                              | In der Einfahrt des Kommissariatsgebäudes wurde am 17. Juni 1934 eine Gedenktafel für die bei den Kämpfen im Bezirk getöteten Sicherheitswachebeamten eingeweiht. | | Die Tafel ehrte 15 Personen, der genaue Text ist nicht bekannt. | 1934 Nicht mehr vorhanden, Verbleib unbekannt.                                                                                |      |
| Floridsdorf Schlingerhof Brünner Straße 34–38 (Floridsdorfer Markt)                                            | Der Gemeindebau war 1934 schwer umkämpft. Die Tafel war ursprünglich an der Stirnseite des Gebäudes angebracht, seit einer Renovierung befindet sie sich an weniger prominenter Stelle. | „Die Floridsdorfer Arbeiterschaft.“ | „Den Kämpfern für Freiheit und Demokratie. Februar 1934 Ihr Vermächtnis – Kampf dem Faschismus! Die Floridsdorfer Arbeiterschaft.“ | |      |
| Floridsdorf Bildungscampus Galvanischlössl Galvanigasse 15-17                                                  | Der Bau des „Bildungscampus Galvanischlössl“, der heute unter anderem einen Kindergarten beherbergt, gehörte früher unter dem Namen „Anton-Dobritzhofer-Haus“ der KPÖ. Diese ehrte damit ihr verdienstvolles Mitglied Anton Dobritzhofer, der sich als Kommandant des Schutzbundes am Februaraufstand beteiligt hatte. Nach seiner Flucht in die Tschechoslowakei kämpfte Dobritzhofer im spanischen Bürgerkrieg, danach schloss er sich der Roten Armee an. Nach dem Krieg leitete er als Stadthauptmann das Polizeikommissariat Floridsdorf. | KPÖ | „Anton Dobritzhofer, 1901–1977 1946–1954 Stadthauptmann von Floridsdorf Kämpfte gegen den Faschismus, für Demokratie und Österreichs Freiheit. Februar 1934; Spanien 1936–1939; Rote Armee 1941–1945“ | 1987 |      |
| Floridsdorf Menzelstraße, Ecke Motesiczkyweg                                                                   | Das Denkmal befand sich ursprünglich am Gelände des Gaswerks Leopoldau in der Pflendlergasse 1. Unter der Belegschaft des Gaswerks gab es regen kommunistischen Widerstand, acht Personen wurden während des Zweiten Weltkrieges ermordet. Über Todesopfer während des Februaraufstandes ist nichts bekannt. Schon 1945 war im „Wohlfahrtsgebäude“ des Gaswerks ein Denkmal errichtet worden, dass die Beschriftung „Unsere unsterblichen Opfer“ und dazu die Namen und Lebensdaten von neun Arbeiter des Gaswerkes, die wegen ihrer Aktivitäten gegen den Faschismus ihr Leben gelassen hatten, trug. Ob dieses Denkmal noch existiert ist unklar. | Betriebsangehörige des Gaswerks Leopoldau. | „Unseren toten Freunden 1934 – 1945“ | 1951 |      |
| Floridsdorf Stammersdorfer Zentralfriedhof Stammersdorfer Straße 244–260                                       | Ehrengrab für Karl Geisler, der sich den Schutzbündlern als Sanitäter zur Verfügung gestellt hatte. Er wurde bei der Erstürmung des Holy-Hofes gefangen genommen, am Weg zum Polizeikommissariat Floridsdorf wurde er durch Heckenschützen verletzt und starb am Folgetag. Sein Familiengrab ist seit 2015 als Ehrengrab gewidmet. | | „Karl Geisler 1912–1934 […] Unvergesslich!“ | |      |
| Floridsdorf Groß-Jedlersdorfer Friedhof Strebersdorfer Straße 4                                                | Auf dem Friedhof befindet sich das Grab für Hans (Johann) Axmann. Bemerkenswerterweise ist es als Ehrengrab ausgewiesen, obwohl sich Axmann nicht aktiv an den Kämpfen beteiligte. Vermutlich wurde er bei der neugierigen Beobachtung eines MG-Schützens von diesem erschossen. | | […] Hans Axmann Im 20. Lebensjahre auf tragische Weise ums Leben gekommen. 12. Feber 1934 | |      |
| Floridsdorf Weissel-Denkmal Bei Pragerstraße 18a                                                               | Das Denkmal wurde von der Wohnbaugenossenschaft „Wohnbau“ gestiftet und von Karl Nieschlag gestaltet. | „Genossenschaft Wohnbau“ | „Georg Weissel Mutiger Verteidiger der Demokratie, hingerichtet im Februar 1934. Dem Feuerwehroffizier, Republikaner und Sozialist. Gewidmet von der Genossenschaft Wohnbau im Jahr 1964“ | 1964 |      |
| Floridsdorf Weisselgasse und ehemaliges Weisselbad                                                             | Nach dem Zweiten Weltkrieg erhielt eine Straße in Floridsdorf den Namen Weisselgasse sowie das dort befindliche (2005 aufgelassene und 2015 überbaute) Tröpferlbad den Namen Weisselbad. | Stadt Wien | Zusatztafel zum Straßenschild: „Ing. Georg Weissel (geb. 1889), Feuerwehroffizier, kämpfte für die demokratische Republik, hingerichtet am 15.2.1934.“ | 1946 (Straßenbenennung) |      |
| Floridsdorf Matthias Ernst Pista-Gasse                                                                         | Matthias Ernst Pista (* 1894) war von 1920 bis 1934 Mitglied der SDAP und als Bezirkssekretär tätig. Nach den Februarkämpfen engagierte er sich im Untergrund für verschiedene Widerstandsgruppen, zuletzt ab 1940 für die KPÖ. Er wurde 1942 verhaftet und 1943 wegen Wehrkraftzersetzung hingerichtet, die Umbenennung der vormaligen „Gasse 4“ zu seinem Andenken erfolgte 1960. | Stadt Wien | [Verkehrsfläche] | 1960 |      |
| Floridsdorf Matthias Wagner-Gasse                                                                              | Der Straßenbahnschaffner und -fahrer Matthias Wagner (* 1894) beteiligte sich an den Februarkämpfen, unterstützte die Familien inhaftierter Kämpfer und verbrachte selbst drei Monate in Haft. Er wurde 1943 wegen Vorbereitung zum Hochverrat hingerichtet, die Umbenennung der vormaligen „Wißmanngasse“ zu seinem Andenken erfolgte 1949. | Stadt Wien | [Verkehrsfläche] | 1949 |      |
| Floridsdorf Mörthasse                                                                                          | Johann Mörth (* 1911) war Schlosser bei Austro-Fiat. Er beteiligte sich als Mitglied des Schutzbundes an den Februarkämpfen und war infolgedessen für mehrere Jahre im Anhaltelager Wöllersdorf inhaftiert. 1943 wurde er wegen kommunistischer Betätigung hingerichtet, die Umbenennung der vormaligen „Kroygasse“ zu seinem Andenken erfolgte 1949. Sein Vater Johann Mörth senior starb bereits 1934, laut Kurt Bauer eventuell durch Suizid infolge der Niederlage. | Stadt Wien | Zusatztafel zum Straßenschild: „Johann Mört [sic!], Freiheitskämpfer, 1911-1943“ | 1949 |      |
| Floridsdorf Albert Sever Straße                                                                                | Albert Sever (* 1867) war 1919 bis 1921 Landeshauptmann von Wien und Niederösterreich sowie bis 1934 sozialdemokratischer Nationalratsabgeordneter. Während es Februaraufstands bemühte er sich im Hintergrund um die Kommunikation der Schutzbundtruppen untereinander, seine Gattin Ida Sever kam bei der Erstürmung des Ottakringer Arbeiterheims ums Leben. Albert Sever wurde polizeilich vernommen, stritt seine Beteiligung ab und zog sich danach aus dem öffentlichen Leben zurück. Das Datum der Straßenbenennung ist unbekannt. | Stadt Wien | [Verkehrsfläche] | |      |
| Floridsdorf Josef-Brazdovics-Straße                                                                            | Josef Brazdovics war Feuerwehrmann und war neben Georg Weissel an den Kämpfen um die Floridsdorfer Hauptfeuerwache beteiligt. Nach dem Aufstand war er für unbestimmte Zeit im Anhaltelager Wöllersdorf inhaftiert, unter den Nationalsozialisten wurde er 1944 nach Mauthausen deportiert. Die Straßenbenennung zu seinem Andenken erfolgte 1995. | Stadt Wien | Zusatztafel zum Straßenschild: „Josef Brazdovics (1904–1969), Antifaschist und Widerstandskämpfer“ | 1995 |      |
| Donaustadt Goethehof Schüttaustraße 1–39                                                                       | Der Künstler Franz Pixner schuf 1984 die Gedenktafel, die rechts des Haupttores des Goethehof angebracht ist. Der Gemeindebau wurde bei den Kämpfen 1934 schwer beschädigt, entgegen der Aussage „gefallen“ im Text der Gedenktafel sind unmittelbar dort aber keine Todesopfer nachweisbar. | | „Gefallen im Kampf für Freiheit und Demokratie Den Verteidigern des Goethehofes zum Gedaechtnis“. | 1984 |      |
| Donaustadt U-Bahn-Station Kagran Dr.-Adolf-Schärf-Platz                                                        | Die Gedenktafel befand sich ursprünglich im alten Straßenbahn-Betriebsbahnhof Kagran. Josef Hell starb erst 1947, er war bei den Kämpfen im FAC-Hof schwer, aber nicht tödlich verletzt worden. | | „12. Februar 1934 Wir gedenken in Ehrfurcht der Kämpfer und Opfer des Bahnhofs Kagran Hell Josef, Mück Johann, Nagy Franz, Schaffer Rudolf, Stumper Ludwig“ | |      |
| Donaustadt Siedlung Am Freihof Mälzelplatz 4                                                                   | Die 1927 fertiggestellte und in den folgenden Jahrzehnten noch erweiterte Siedlung „Am Freihof“ ist heute die größte Genossenschaftssiedlung Wiens. | | „Den Kämpfern des 12. Februar 1934 ein ehrendes Gedenken. Niemals vergessen!“ | |      |
| Donaustadt Rudolf Krbec-Hof Schiffmühlenstraße 73–77                                                           | Rudolf Krbec (* 1887) beteiligte sich als Kommandant des Schutzbundes an den Februarkämpfen an der Verteidigung des Goethehofes. Er wurde zu lebenslänglicher schwerer Kerkerstrafe verurteilt, jedoch Ende 1935 bedingt entlassen und starb am 29. November 1937 in Wien. Der Gemeindebau am Schüttauplatz in Kaisermühlen wurde 1993 zu seinem Andenken benannt. | | „Rudolf Krbec 31. Oktober 1887 in Wagstadt, Schlesien – 29. November 1937 in Wien Freiheitskämpfer, Schutzbundkommandant von Kaisermühlen“ | 1993 |      |
| Liesing Genossenschaftshäuser Wien-Süd Elisenstraße 34–40                                                      | Gedenktafel an einen Sammelpunkt der Februarkämpfer. | „Sozialdemokratische Freiheitskämpfer Liesing“ (Bund Sozialistischer Freiheitskämpfer)                                                                     | „In dieser Wohnhausanlage sammelten sich am 12. Februar 1934 Liesinger Arbeiter, um den Widerstand zum Erhalt von Freiheit, Demokratie und Republik zu organisieren. Niemals vergessen! Sozialdemokratische Freiheitskämpfer Liesing“ | 2004 |      |